# Gobierno de Manuel Estrada Cabrera
El Gobierno de José Manuel Estrada Cabrera corresponde al período de la Historia de Guatemala que abarca del 8 de febrero de 1898 al 14 de abril de 1920 y en el que fue presidente el licenciado Manuel Estrada Cabrera.  Tan pronto como Estrada Cabrera se hizo cargo de la presidencia luego del asesinado del presidente José María Reina Barrios, no toleró ningún tipo de oposición y comenzaron a darse una serie de crímenes políticos, torturas en la Penitenciaría Central y fusilamientos de numerosos opositores.  Durante su gobierno, la United Fruit Company (UFCO) se convirtió en la principal fuerza económica de Guatemala, con grandes concesiones otorgadas por el Gobierno, ya que Estrada Cabrera tenía acciones en la compañía y además estaba interesado en obtener el apoyo de Estados Unidos para evitar un posible ataque de la flota británica; por otra parte, tuvo que mantener al margen a los gobiernos de México, El Salvador y Nicaragua —opuestos a la política estadounidense—, que también pretendían influir de manera decisiva en Guatemala.
Es considerado como un administrador eficiente, ya que mantuvo al país estable durante su gobierno a pesar de que Guatemala se vio afectada por la deuda con los bancos británicos —ya mencionada—, la construcción del Canal de Panamá —que hizo inútil la construcción del ferrocarril interoceánico en Guatemala—, la variabilidad en el precio del café  —principal producto de exportación de Guatemala durante los regímenes liberales—, y las imposiciones políticas, económicas y militares de Estados Unidos, Inglaterra y Alemania durante la Primera Guerra Mundial.  Hacia el final de su régimen, la Revolución Mexicana (1910-1917) y la Revolución Bolchevique en Rusia en 1917 influyeron en la forma de pensar de los jóvenes y obreros guatemaltecos, quienes poco a poco empezaron a rebelarse contra el presidente.  Por último, los terremotos de 1917-18, que destruyeron más de la mitad de la Ciudad de Guatemala fueron el inicio del fin para su presidencia, pues se hizo evidente la corrupción generalizada en su gobierno pues fue incapaz de reconstruir la ciudad a pesar de las generosas donaciones que le hicieran gobiernos extranjeros, y que terminaron en las fortunas privadas del presidente y de varios miembros de su gabinete.
A pesar de ser un civil, Estrada Cabrera logró mantener bajo control a los jefes militares y se ganó la lealtad del Ejército, que incluso luchó bajo su mando contra varios intentos de invasión durante su gobierno.

## Presidencia interina (1898)

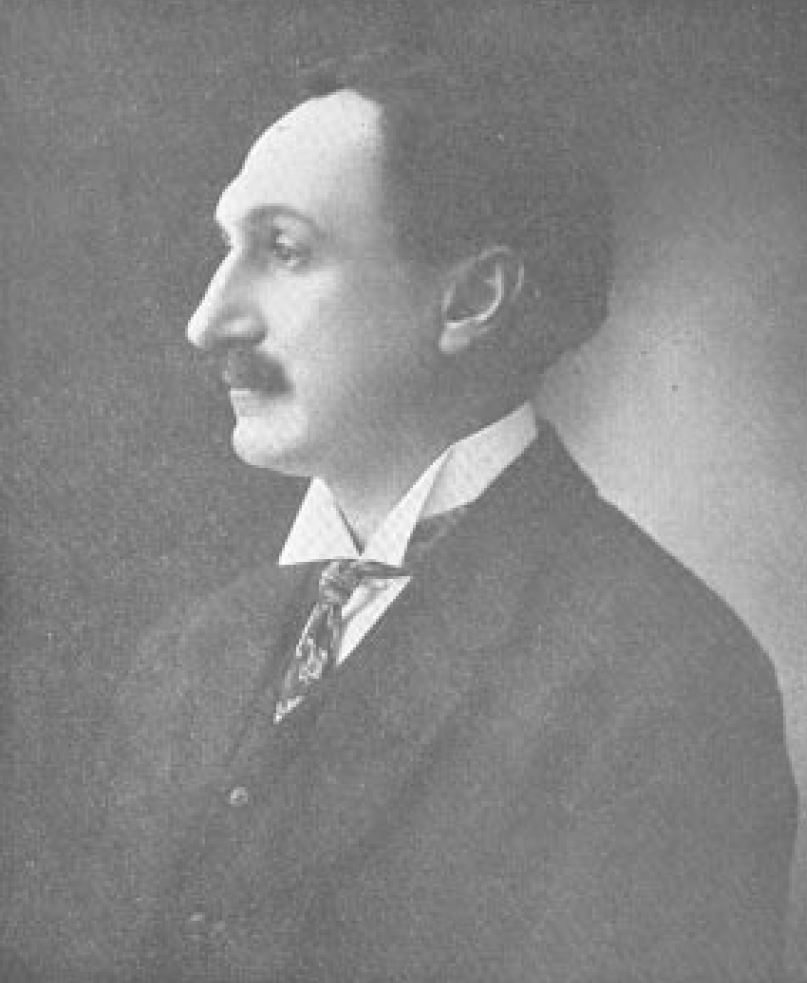
Máximo Soto Hall, escritor y periodista guatemalteco. Fue el ideólogo del régimen de Estrada Cabrera, editando el diario oficial El Guatemalteco y escribiendo los discursos del presidente.

La misma noche de la muerte de Reina Barrios se plantó frente a los ministros, reunidos en el Palacio de Gobierno para elegir al sucesor y le dijo: «Señores, háganme favor de firmar este decreto. Como Primer Designado, me corresponde la Presidencia». Logró sobrevivir las primeras 48 horas de fuerte incertidumbre y de intentos de golpe de Estado de algunos militares, y su primer decreto fue una amnistía general y el segundo fue reabrir las escuelas, cerradas por Reina Barrios debido a la severa crisis económica derivada del despilfarro de recursos durante su gobierno; estas fueron medidas «hábiles» con el fin de granjearse la voluntad ciudadana. Por ser Estrada Cabrera casi desconocido en los círculos políticos de la capital nadie pudo prever las características que tendría su gobierno, ni sus intenciones.
En su primer informe a la Asamblea Nacional Legislativa desde que tomó posesión como presidente interino, Estrada Cabrera hizo un recuento de lo que había llevado a cabo desde el 8 de febrero.  Explicó que había ofrecido su ayuda para mediar en el conflicto territorial que enfrentaba en ese entonces a Nicaragua y Costa Rica, y que logró sortear con efectividad un intento de golpe de Estado que ocurrió el 9 de febrero por la noche lo que lo obligó a emitir un decreto en el que se suspendieron las garantías constitucionales, aunque esperaba que pronto tuviera que restaurarlas.  También informó que había decretado nueve días de duelo para los empleados públicos en memoria del asesinado presidente Reina Barrios, que ya había convocado a elecciones para presidente de la República garantizando una amplia libertad en los comicios, y que había emitido el decreto N.º 572 que consistía en una amnistía para todos los exiliados y prisioneros que había luego de las revueltas en contra de la extensión del mandato del presidente Reina Barrios;;  el mismo decreto garantizaba el retorno de los bienes confiscados a los revolucionarios y la creación de la sala 6.a de la Corte de Apelaciones en la ciudad de Cobán para agilizar la impartición de justicias a los habitantes del norte del país.
En cuanto a la Instrucción Pública, notificó a la Asamblea que había reabierto todas las escuelas que el gobierno del general Reina Barrios había tenido que cerrar por falta de recursos tras el fracaso de la Exposición Centroamericana; mientras que en lo referente a la economía del país la situación todavía era difícil, pues el precio del café seguía bajo en el mercado internacional.
El gabinete de la Presidencia Interina estuvo integrado por Francisco Anguiano como secretario de Gobernación y Justicia, Antonio Barrios en Fomento, el escritor Rafael Salazar en el despacho de Hacienda, Domingo Morales en Instrucción Pública, y Salvador Toledo —de quien se rumoraba era el verdadero padre de la hija del general Reina Barrios con su esposa Algeria Benton y quien fuera cambiado tras unos cuantos meses por Gregorio Contreras— en el despacho de la Guerra. Por otra parte, José Pinto era el jefe del Poder Judicial y el primer y segundo designados a la presidencia eran Feliciano Aguilar y Felipe Cruz, respectivamente.

### Convocatoria a elecciones
En 1898 la Asamblea Legislativa convocó a la elección de presidente para la primera semana de agosto de ese año y Estrada Cabrera logró el triunfo gracias al uso de posición como presidente interino, a disponer de los fondos públicos y a la gran cantidad de soldados y policías que fueron a votar vestidos de civil, a la gran cantidad de familiares analfabetos que llevaron consigo a las urnas. También contó con la propaganda efectiva que se escribió en el periódico La Idea Liberal, que era un periódico semioficial de los liberales —que habían estado en el poder en Guatemala desde 1871— y era dirigido por el poeta Joaquín Méndez; entre sus redactores estaban Enrique Gómez Carrillo —famoso escritor que acababa de regresar a Guatemala proveniente de París y quien tenía confianza de que Estrada Cabrera fuera el presidente que Guatemala necesitaba— Rafael Spínola, Máximo Soto Hall y Juan Manuel Mendoza entre otros.
Los otros candidatos liberales que se presentaron a la elección fueron: José León Castillo, quien contaba con cinco clubes castillistas en la capital y setenta en los departamentos, y quien era el candidato más fuerte; Francisco Fuentes, quien tenía la mayoría de sus partidarios en Quetzaltenango; y Próspero Morales, exministro de Reina Barrios y uno de los líderes de la Revolución quetzalteca de 1897. El único candidato conservador que se presentó a la contienda fue el doctor José Llerena. Tras la victoria electoral de Estrada Cabrera, Gómez Carrillo recibió en Guatemala como premio de su labor de propagandista político el nombramiento de cónsul general en París, con doscientos cincuenta pesos oro de sueldo mensual y partió de inmediato a Europa; por su parte, los candidatos perdedores tuvieron que partir al exilio o murieron intentando invadir Guatemala para derrocar a Estrada Cabrera. Renombrados castillistas también tuvieron que salir del país, asilándose en la embajada de México.

## Primer período presidencial (1898-1905)

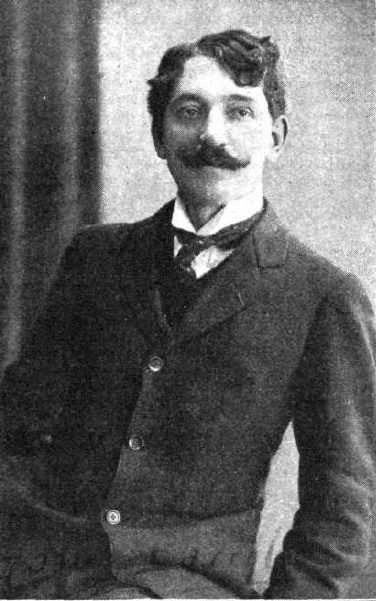
Enrique Gómez Carrillo, famoso cronista y periodista guatemalteco. Fue un constante propagandista político de Estrada Cabrera, llegando incluso a batirse en su nombre en Europa.

El gabinete de su primer período presidencial estuvo conformado por Juan J. Argueta como secretario de Gobernación y Justicia, Rafael Spínola —antiguo editor de La Ilustración Guatemalteca— en Fomento, Guillermo Aguirre en Hacienda, J.A. Mandujano en el despacho de Instrucción Pública, Juan J. Barrios como secretario de Relaciones Exteriores y Luis Molina en el despacho de la Guerra.  El primer designado a la presidencia fue Manuel Morales Tovar, quien fue sustituido tras su muerte en 1902 por José María Reina Andrade. Este primer período presidencial se caracterizó por el incremento en las restricciones de las libertades que habían existido durante el primer gobierno del general Reina Barrios, las que el mismo había iniciado luego del fracaso de la Exposición Centroamericana y por la creación de las Fiestas Minervalias por el ministro de Fomento Rafael Spínola.  Como se verá más adelante, se eliminó la libertad de prensa y la libre asociación e incluso se llegó a militarizar la educación pública.

### Invasión desde México liderada por Próspero Morales
| La notificación de la muerte de Bowen literalmente dice: San Marcos 26 de junio de 1899 Sr. Encargado del Registro Civil Pte «Según lo prescrito por el art. 469 del C.C. manifiesto a ud. (sic) que a las 7’35 a.m. del día 23 del corriente por disposición superior i (sic) por los delitos de sedición, rebelión i (sic) conspiración en contra el orden público comprobado legalmente en un proceso, al Sur de esta plaza fue pasado por las armas el reo Plutarco Bowen, de veintisiete años de edad, soltero, originario del Ecuador, se ignora el padre el nombre del padre así como el de la madre, testó ante el Notario Público don Adolfo Altamirano de su ATT S. Ochoa. Hai un sello de la Mayoría. Testado (padre) no corre. J. Benito Soto.» —Tomado de: Universidad Francisco Marroquín: Revoluciones de Exportación |

Próspero Morales, originario de San Marcos y quien sirviera como ministro de Fomento y de la Guerra durante el gobierno de Reina Barrios, había renunciado a su cargo y se alió a los miembros de la revolución quetzalteca de 1897 cuando el presidente intentó extender ilegalmente su período presidencia hasta 1902.  Tras el fracaso de la revolución se asiló en Tapachula, México y al enterarse de que Estrada Cabrera había sido nombrado presidente interino de Guatemala viajó a la Ciudad de México con el fin de organizar una invasión a Guatemala. En Tapachula recibió el apoyo de los coroneles Rodrigo Castilla y Víctor López, quienes vivían del lado guatemalteco de la frontera, en San Marcos -de donde Morales era originario. El 22 de julio de 1898, las fuerzas rebeldes provenientes de México y que sumaban aproximadamente mil quinientos hombres armados con rifles Máuser ingresaron a Guatemala para acabar con el régimen de Estrada Cabrera, pero su aventura fue repelida rápidamente, pues Estrada Cabrera mandó una tropa de doce mil hombres a detenerlos, suspendió las garantías constitucionales y solicitó el auxilio de un buque militar inglés para que bombardeara el Puerto de Ocós y luego lo ocupara. El comandante nombrado para combatir la invasión fue el expresidente Manuel Lisandro Barillas Bercián, quien en poco tiempo logró controlar la situación, derrotando a los rebeldes en Vado Ancho el 5 de agosto de ese año.
Tras el fracaso de la invasión, los seguidores de Morales se dividieron; un grupo decidió retirarse a México y otros se quedaron con el líder opositor, quien anduvo deambulando por los Cuchumatanes durante varios días, hasta que el 14 de agosto decidió rendirse. Llegó vivo hasta la aldea de San Sebastián, donde falleció, el 17 de ese mes.  Durante las tres semanas que duró esta revolución, la prensa tuvo prohibido publicar cualquier noticia acerca del levantamiento y todos los telégrafos fueron intervenidos.
Por ese entonces, los militares liberales radicales ecuatorianos, Plutarco Bowen y Juan M. Triviño lograron cruzar la frontera con México, huyendo de Ecuador luego de haber sido acusados de traición. Triviño siguió su camino, pero Bowen, en compañía del coronel Felipe Pineda se dirigió a Tapachula, en donde se estableció. José León Castillo, el candidato derrotado, pasó por Tapachula rumbo a California y fue a visitar a Bowen y a Pineda. Este encuentro fue seguido de cerca por un espía enviado por el cónsul de Guatemala en la ciudad, quien informó posteriormente a Estrada Cabrera que en Tapachula los exiliados habían sostenido una entrevista con «dos famosos artilleros ecuatorianos»; Estrada Cabrera asumió que se trataba de Bowen y Triviño y puso en marcha un operativo para capturar a los dos aventureros. Un anarquista francés al servicio de Cabrera, Hipólito Lambert fue comisionado para ejecutar la orden.  Al llegar, Lambert, junto con los agentes mexicanos Juan Urzúa, Vicente Albores y Mateo Ramírez, invitaron a Bowen y a Pineda Castañeda para una cena, pero el segundo no asistió; Bowen, que tenía mucho valor, llegó sin sospechar nada; poco después de la comida, el militar ecuatoriano quedó narcotizado y así se lo llevaron a San Marcos en Guatemala, en donde fue fusilado el 23 de julio.

### Luego del intento de invasión

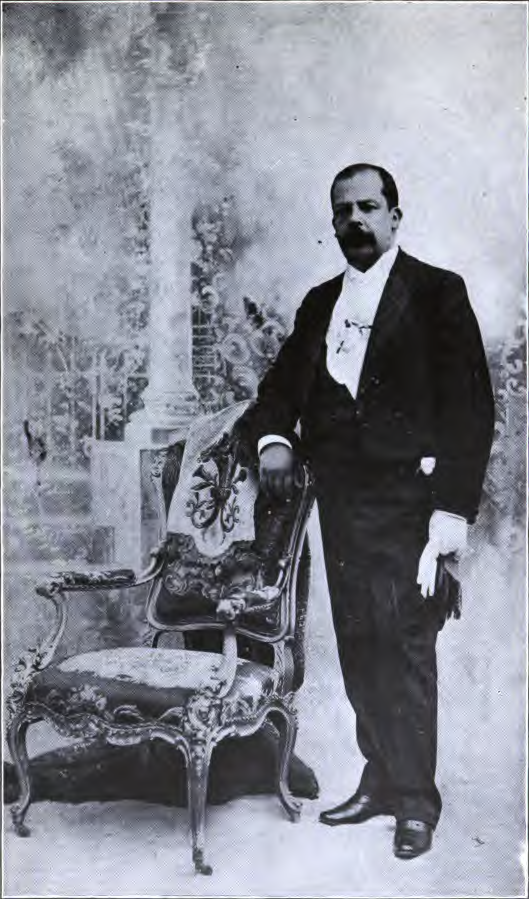
Retrato de Manuel Estrada Cabrera durante su segundo período presidencial.

Para 1899 la Asamblea Nacional Legislativa ya estaba completamente supeditada a los designios del presidente, gracias a que la mayoría de representantes eran incondicionales. Entre los miembros de esta Asamblea se puede mencionar a Carlos Herrera y Luna, Adrián Vidaurre, José María Letona y José María Orellana, quienes luego desempeñarían importantes cargos de gobierno. Con el paso de los años, el aparato represivo de Estrada Cabrera cerró las posibilidades de oposición política.
José León Castillo se sublevó contra el presidente el 2 de diciembre de 1899, logrando que sus combatientes (principalmente emigrados) tomaran Jutiapa; pero esta incursión pronto fue sofocada, quedando León Castillo exiliado en El Salvador. El 6 de mayo de 1900 la Asamblea Legislativa declaró a Estrada Cabrera «Benemérito de la Patria» por haber sofocado esta sublevación.
Finalmente, se formó una maraña de delatores y espías, por afinidad política o simple servilismo. El presidente tenía ojos y oídos en cualquier parte, pero esa era la escuela de gobierno guatemalteca de ese entonces; los generales Carrera, Barrios y Barillas también habían perseguido, matado y torturado opositores.

### Política exterior

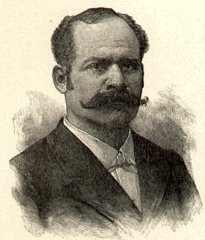
José Santos Zelaya, presidente de Nicaragua (1893-1909).

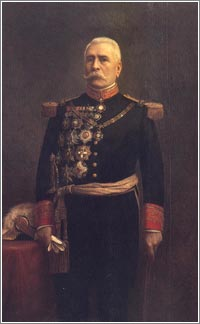
Porfirio Díaz, presidente mexicano.

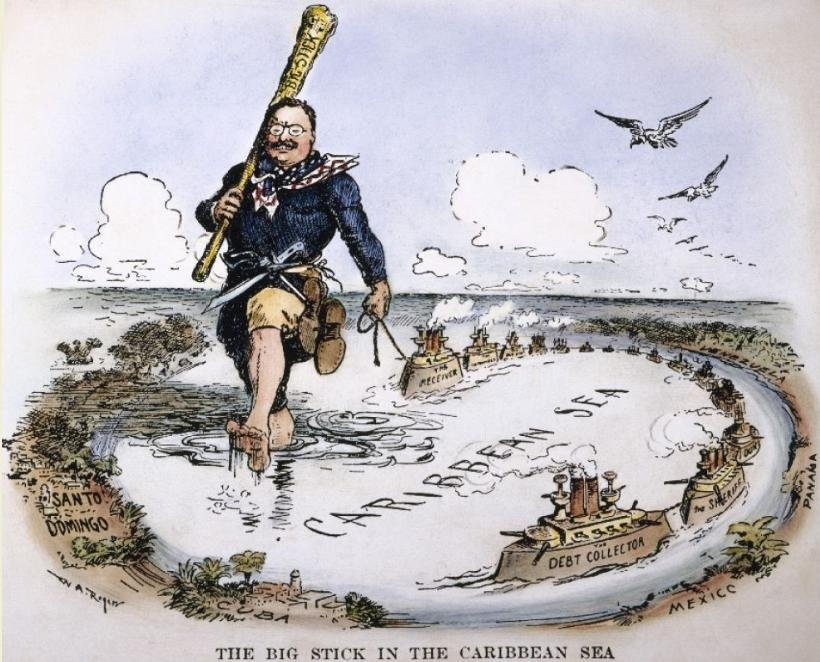
Caricatura de la política del Gran Garrote (del inglés Big Stick) del gobierno del presidente estadounidense Theodore Roosevelt, que mantuvo a todos los países del Caribe (incluyendo a la Guatemala de Manuel Estrada Cabrera) bajo un dominio férreo a fin de que la construcción del Canal de Panamá y otras operaciones de empresas norteamericanas ocurrieran sin problemas.

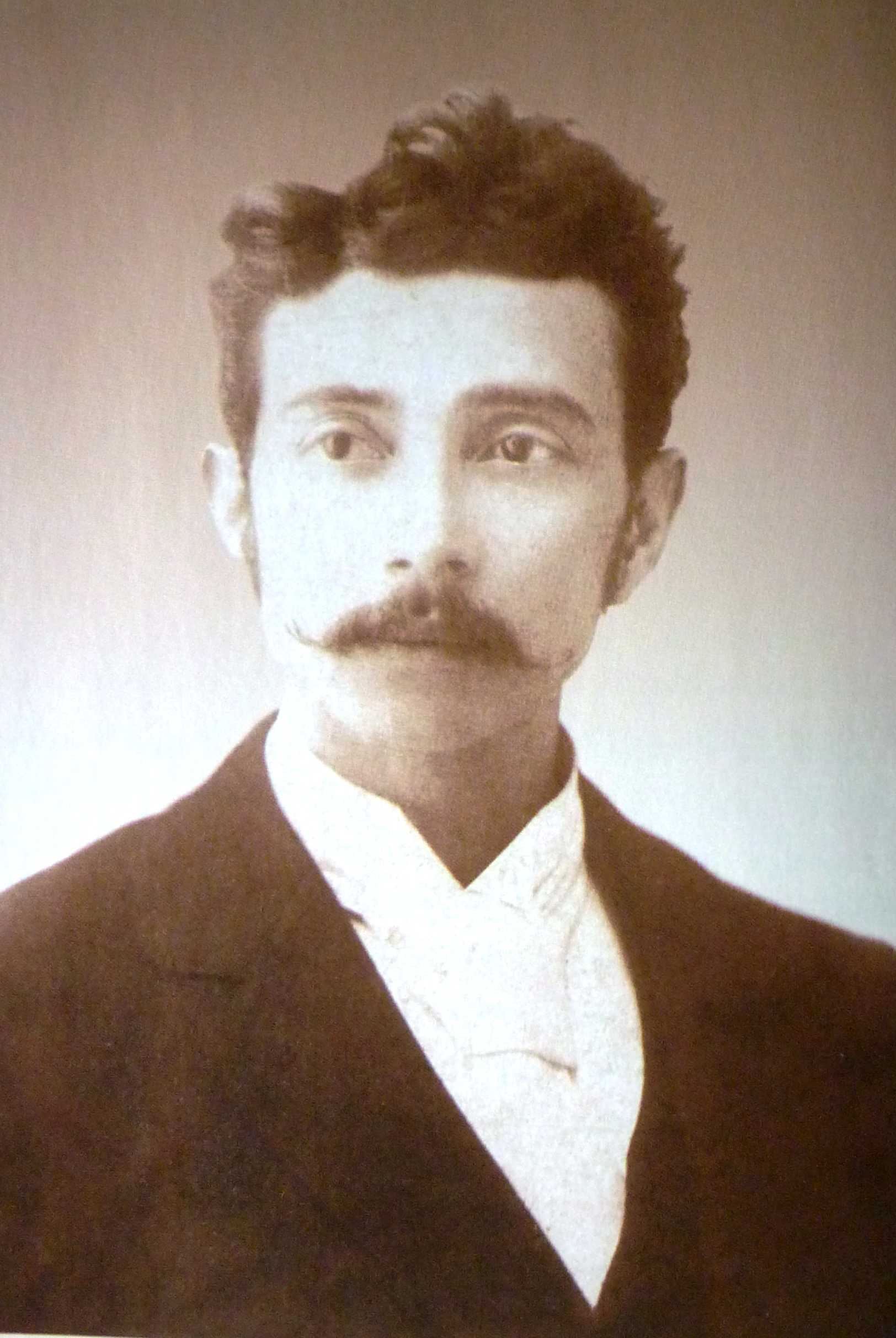
Fotografía del general Regalado, cuando asumió la presidencia del país De El Salvador.

Junto a Estrada Cabrera, otros dos líderes carismáticos surgieron en Centroamérica: En 1893, José Santos Zelaya finalmente puso al partido liberal en el poder en Nicaragua y un año después expulsó a los británicos de la Costa de los Mosquitos. Por su parte, el general Tomás Regalado se erigió como el líder salvadoreño. Los tres presidentes se convirtieron en duros rivales mientras trataban de emular el estilo de gobierno que el general Porfirio Díaz tenía en México.
Dos eran los principales puntos de discordia de estos presidentes: quién sería el líder de la Unión Centroamericana una vez concretada ésta y, con la victoria de Estados Unidos sobre España en la guerra de 1898, quién se beneficiaría con la construcción del canal entre el Atlántico y el Pacífico, que se pensaba construir a lo largo del río San Juan, en la frontera entre Nicaragua y Costa Rica. A Estados Unidos le interesaba sobremanera la construcción de dicho canal porque la expansión hacia el oeste norteamericano estaba en auge y porque sus buques de guerra anclados en el Pacífico tardaban hasta tres meses para bordear América del Sur y llegar a las costas de Cuba.
A Porfirio Díaz le preocupaba el presidente Estrada Cabrera porque este buscaba el apoyo de los Estados Unidos con dos fines: Obtener el liderazgo en el istmo centroamericano y ganar un aliado en su lucha contra los intereses británicos. Guatemala tenía grandes deudas con bancos ingleses (heredadas del Gobierno de Reina Barrios), y Estrada Cabrera cortejaba a los Estados Unidos con la esperanza de que éstos le brindaran ayuda militar en caso de que los ingleses enviaran una flota de guerra a cobrar la deuda.
Díaz miraba con preocupación que su influencia en Guatemala decrecía ya que los diplomáticos norteamericanos aumentaban la influencia norteamericana en Guatemala y eran incondicionales al presidente Estrada Cabrera, tanto que en sus mensajes al Departamento de Estado norteamericano siempre alababan las políticas de este. Diplomáticos como Leslie Combs, quien además era socio comercial de Estrada Cabrera, eran prácticamente un ministro de Estado más del presidente guatemalteco y frecuentemente advertían al Departamento de Estado de la «amenaza mexicana». Díaz entonces, se hizo aliado de Regalado, quien no necesitaba ayuda de Estados Unidos porque su país no tenía deudas y no tenía interés por la concesión del canal.
En 1899, Díaz ayudó a Regalado en contra de Guatemala y Nicaragua, quienes entraron en un acuerdo para remover a su peligroso rival del poder. Estrada Cabrera temía al ejército salvadoreño que estaba siendo asesorado por militares alemanes, y Zelaya detestaba a Regalado por haber este sacado unilateralmente a El Salvador de la unión centroamericana que Zelaya había impulsado. Por intermedio del diplomático Federico Gamboa, quien había arribado a Guatemala en enero de ese año como embajador de México, Díaz quiso promover la paz en Centroamérica y así lo indica Gamboa en sus memorias, pero los presidentes de Nicaragua y Honduras se opusieron a esa iniciativa pacífica, prefiriendo la solución armada. La guerra nunca estalló, pero el prestigio diplomático de México quedó mal parado ya que Gamboa no fue capaz de convencer a los presidentes centroamericanos de atender la conferencia de paz propuesta por México a pesar de visitar a todos los gobernantes desde diciembre hasta febrero de 1900.
En 1901, aprovechando la crisis crediticia que tenía al presidente venezolano Cipriano Castro enfrentado a la posibilidad de ser atacado por Inglaterra y Alemania por las deudas de su país, Zelaya invitó a Estrada Cabrera, Regalado y al resto de presidentes centroamericanos al puerto de Corinto. Los presidentes se dieron cuenta de que la crisis venezolana podía fácilmente afectar al istmo, y accedieron a cooperar con Zelaya para establecer un régimen común que pudiera disuadir un posible ataque de los europeos. Sólo Estrada Cabrera se opuso, ya que no le gustaba que Zelaya fuera el líder de dicha iniciativa. En enero de 1902 los Gobiernos de Estados Unidos y México reconocieron la validez de los tratados de Corinto, así como la zona de libre comercio entre los países firmantes y la corte de arbitrio que allí se estableció; Guatemala quedó aislada internacionalmente y Zelaya estaba en su apogeo, habiendo establecido una tratado centroamericano de paz y comercio y listo para iniciar la construcción del canal. Pero el canal nunca se construiría en Nicaragua: los Estados Unidos decidieron construirlo en la provincia colombiana de Panamá, a pesar de los esfuerzos diplomáticos de Zelaya. Este, al ver que su plan de estimular la economía nicaragüense por medio del canal norteamericano había fracasado, se enemistó con los Estados Unidos y se alió con Porfirio Díaz: repelió la presencia norteamericana en Nicaragua estableciendo tratados políticos y comerciales con las potencias europeas, e incluso entró en negociaciones con compañías francesas e inglesas interesadas en construir un segundo canal. El nuevo presidente norteamericano, Teodoro Roosevelt no puso mucha atención a esto, puesto que Colombia quiso incrementar el precio de la concesión de Panamá, y entonces el Gobierno norteamericano tuvo que ayudar a rebeldes panameños para que se independizaran de Colombia, en un hecho conocido como la Separación de Panamá de Colombia. Estados Unidos tuvo un rotundo éxito con esto: el nuevo Gobierno panameño le otorgó mucho mayores privilegios que los que los colombianos habían ofrecido originalmente.
Los acuerdo de Corinto no tardaron en resquebrajarse: en 1902 los presidentes Zelaya y Regalado acordaron reunirse en Nicaragua con el propósito de discutir sobre la fundación de la República Mayor de Centroamérica pero con el verdadero fin de atacar a Estrada Cabrera. Sin embargo, Porfirio Díaz medió para que no se llegara a mayores, dado que luego de la separación de Panamá era evidente la intención de los Estados Unidos en utilizar su fuerza militar para ayudar a sus aliados.
Una historia curiosa del general Regalado ocurrió a finales de 1902, cuando lo encontraron durmiendo bajo un árbol en el camino de Jutiapa, en Guatemala. Existen dos versiones del hecho: en Guatemala, se dijo que el general Regalado, famoso dipsómano, en una noche de fiesta se montó en su mula y perdió el rumbo, terminando en Guatemala; en El Salvador, por su parte, se dijo que el general hizo esa «hombrada» para demostrarle a Estrada Cabrera que no le tenía miedo. Sea cual fuere el caso, Estrada Cabrera le rindió honores de jefe de Estado a Regalado, antes de que este regresara a El Salvador.
La Guerra del Totoposte de 1903 —9 de enero a 2 de abril— fue llamada así porque cuando El Salvador y México organizaron una invasión a Guatemala para derrocar a Estrada Cabrera, este movilizó cuarenta mil hombres a la frontera con El Salvador y quince mil a la mexicana, pero nunca se iniciaron las hostilidades, aunque sí se despilfarraron recursos: grandes cantidades de maíz (totoposte) fueron enviadas al frente para mantener a los soldados provocando la escasez del grano. En 1904, el general Manuel Bonilla asumió la presidencia de Honduras, lo que inició un periodo de tensión entre Honduras y Nicaragua, ya que Bonilla era enemigo acérrimo de Zelaya.

### Economía
El 31 de agosto de 1901 se concedió a la empresa estadounidense The Central American Improvement Company (CAICO) la explotación, conservación y terminación de la línea férrea del norte. En enero de 1904, Minor C. Keith de Nueva York y William C. Van Horn de Montreal adquirieron esta concesión, la cual quedó en su poder durante noventa y nueve años, luego de los cuales pasaría a poder del Estado de Guatemala. Es importante destacar que la política económica norteamericana en ese momento era conocida como el  «Gran Garrote de las Guerras bananeras de Teddy Roosevelt» y estaba dirigida hacia el Canal de Panamá: con el canal en construcción, su principal fin era asegurarse de una atmósfera pacífica y estable en toda la región centroamericana. Por esta razón hubo un incremento en las operaciones de empresas norteamericanas en Centroamérica, entre los que se incluyó el crecimiento exponencial de las operaciones de la United Fruit Company en Guatemala.  Estas operaciones fueron frecuentemente reforzadas por los marines de los Estados Unidos.
La guerra del Totoposte en 1903 provocó escasez de maíz en el país y el trabajo de los obreros guatemaltecos fue contratado por el Gobierno con muy baja remuneración. En cuanto a los indígenas, prosiguió con la ley de mandamiento que se había instituido durante el gobierno del general Barrios en la que, con el pretexto de lograr un progreso agrícola, se obligaba al indígena a trabajar contra su voluntad en plantaciones ajenas de la costa sur. El patrón pagaba quince pesos por cada jornal, de los cuales de trece a catorce iban a parar al jefe político, comandantes y alcaldes.
Al finalizar este primer período de gobierno, el cambio con respecto al dólar estadounidense estaba en $12.00 por US$1.00, y llegó a tal grado la escasez de moneda fraccionaria guatemalteca que las municipalidades y grandes industrias emitieron moneda, que fue bien recibida por el pueblo guatemalteco. Había fichas de cobre, níquel, hoja de lata y hasta de cartón.

### Educación

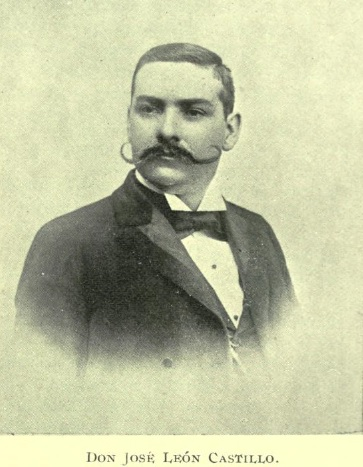
José León Castillo, férreo oponente del presidente Estrada Cabrera.

Decretó la apertura de las escuelas públicas, cerradas provisionalmente por Reina Barrios en tanto que se procedía a reorganizarlas, y convirtió a las Escuelas Normales de Reina Barrios en Escuelas de Oficios. En cuanto a la educación superior, el nicaragüense Salvador Mendieta —intelectual de tendencias unionistas y quien ya había sido expulsado del Instituto Nacional Central para Varones por el recién fallecido expresidente por haber fundado una asociación que pretendía iniciar un movimiento en contra del director del instituto— fundó el 18 de junio de 1899 junto con otros compañeros la sociedad estudiantil El Derecho, en la que participó un grupo de estudiantes de leyes, ingeniería y medicina y que tenía tendencias unionistas.  La sociedad se dio a conocer públicamente el 15 de septiembre de 1899 cuando algunos miembros fueron invitados por el alcalde de la Ciudad de Guatemala a participar en los actos de la celebración de la independencia de Centroamérica, que se efectuaron en la Facultad de Derecho en 9.ª avenida.
Los objetivos de la sociedad eran una serie de aspiraciones para el cambio social: además de reunir a los estudiantes universitarios del istmo en torno al ideal de la unión centroamericana, esperaba estrechar los vínculos sociales y fomentar intercambio académico, promover la fundación de sociedades estudiantiles similares a la establecida en Guatemala y organizar a los estudiantes para entablar la lucha de los que piensan contra los que oprimen. El Derecho, por las graves denuncias de abuso de poder y las protestas contra el presidente, fue cerrada con apenas un año de existencia; Estrada Cabrera encarceló y luego expulsó a Mendieta por promover estas actividades que amenazaban a su régimen.
En abril de 1899 la Asamblea Legislativa envió al presidente un decreto declarando la autonomía de la Universidad Nacional para elegir a sus autoridades; Estrada Cabrera respondió a la Asamblea que dicho decreto no procedía porque «[...] no cabía la autonomía de las Facultades ya que el Estado proveía a su sostenimiento y manejo en todo sentido [...] por lo que eran dependencias oficiales del gobierno [...]» Así entonces, las Facultades de la Universidad siguieron dependiendo del Ejecutivo completamente (lo cual se había iniciado en 1893 por decreto de Reina Barrios). El secretario de Instrucción Pública incluía a las Facultades de educación superior en su reporte anual a la Asamblea Legislativa, y el presidente designaba a los docentes de las mismas. En ese tiempo, las Escuelas Facultativas eran: la Escuela de Derecho y Notariado con setenta estudiantes, la Escuela de Medicina y Farmacia con ciento cincuenta estudiantes, el instituto dental con cinco estudiantes, la escuela de comadronas con diez y la de Ingeniería con quince.
Por su parte, el 28 de octubre de 1899 se decretó que se destinara el último domingo de octubre de cada año para la celebración de una solemne fiesta popular en toda la república, consagrada a ensalzar la educación de la juventud. Estas fiestas, conocidas como Fiestas Minervalias fueron magníficas y se constituyeron en magnas asambleas para glorificar al presidente. La idea de estas fiestas fue del secretario del gobernante, Rafael Spinola.
Fue tal la fama que adquirieron estas fiestas que vinieron visitantes de otros países para aprender de los progresos de Guatemala en materia de educación. Pero se encontraban con que las fiestas eran únicamente propaganda del Gobierno y que en realidad las escuelas eran de escasa calidad y servían únicamente como «semilleros de aduladores».
Mediante el decreto emitido 16 de junio de 1900, Estrada Cabrera militarizó todos los centros educativos. Los estudiantes universitarios recibían instrucción militar durante los primeros seis meses del primer año de su carrera.
La educación primaria continuaba dividida en elemental y complementaria; con anterioridad a 1901 solamente existían algunas secciones de Kindergarten anexas a las escuelas primarias, las cuales carecían de orientación moderna que iba tomando la educación parvularia en otras partes del mundo.  En 1902 se creó el Kindergarten Nacional, cuyo objetivo era establecer en la Ciudad de Guatemala una escuela para niños de cuatro a siete años de edad y conglomerar las pequeñas secciones de párvulos que existían en los establecimientos nacionales de enseñanza.

### Desastres en Quetzaltenango de 1902
Quetzaltenango, ciudad natal del presidente, sufrió los embates de la naturaleza en 1902: primero, el terremoto de San Perfecto ocurrió el 18 de abril de 1902 por la noche y tuvo una magnitud estimada de 7,5 Mw en el departamento de Quetzaltenango. Entre ochocientas y novecientas personas fallecieron por el terremoto y hubo daños materiales importantes en la extensa zona afectada.  La región recién se estaba recuperando del terremoto de abril, cuando el 24 de octubre de ese mismo año hizo erupción el volcán Santa María.  El volcán había estado inactivo desde la conquista española en 1524 y con su cono casi perfecto de 3768 metros de altura, era un marco escénico para la ciudad quetzalteca. La erupción fue aún más devastadora que el terremoto, ya que también provocó cuantiosos daños en las fincas y aldeas aledañas y hay recuentos que la arena y ceniza alcanzaron la región de Chiapas, en México. Se calcula que la catástrofe provocó cinco mil muertes y miles de pesos en pérdidas agrícolas y materiales. En la ciudad de Guatemala el presidente Estrada Cabrera y su gabinete estaban ocupados en la organización de los festejos de Minerva. Su respuesta ante la catástrofe fue disminuirla y en el peor del caso, tratar de silenciarla evitando que los medios de prensa divulgaran las dimensiones de la catástrofe en la región occidental del país.
La respuesta oficial del gobierno central ante las autoridades quezaltecas fue de declarar no disponibilidad de fondos públicos, ya que recientemente se habían empleado en la ayuda para esa misma ciudad, para los damnificados por los terremotos del mes de abril, por lo cual era imposible atender a la petición. En tales circunstancias, el alcalde de la ciudad, en sesión extraordinaria informó a todos los miembros del consejo que a raíz de la erupción los pastos y siembras de «la zona de occidente de la República» se arruinaron, por lo que entonces era de esperarse escasez de granos básicos, afectando tal situación especialmente a las personas de escasos recursos. Por tal razón, la corporación municipal decidió que doscientos pesos se invirtieran en la compra de alimentos para ser repartidos entre los más necesitados. Asimismo, el ganado de las haciendas estaba pereciendo. Empezaron a reportarse pérdidas, no solo por la desaparición de los rebaños sino también por la falta de ganado para abastecimiento de las carnicerías de la ciudad. Ante la escasez de alimentos en la región, el consejo municipal tomó la decisión de solicitar al gobierno central –la cual fue aprobada– la autorización para importar libre de gravamen dos mil quintales de harina hasta llegar a completar diez mil, durante los meses siguientes.

### Propaganda
En Europa, Enrique Gómez Carrillo se mantenía atento a defender el nombre de Guatemala, y en especial el de Estrada Cabrera, a quien enviaba informes y recortes con sus artículos. Estrada Cabrera le contestó en una ocasión: «Con satisfacción he visto las refutaciones que usted ha hecho para poner las cosas en su lugar, y espero que con el empeño con que usted lo ha hecho hasta aquí, proseguirá la tarea de desmentir las falsas noticias que sobre Guatemala ha publicado la prensa extranjera».
En 1900, dos años después de haber tomado posesión como presidente, Estrada Cabrera compró al periódico Diario de Centro América y a la Tipografía La Unión —editorial del periódico— con lo que la publicación pasó a ser semioficial, junto al diario oficial existente, El Guatemalteco.
Para 1902, las Fiestas Minervalias eran ya el principal órgano de propaganda para el Gobierno. A tal grado llegó su importancia, que nada ni nadie podía postergar su celebración; esto quedó de manifiesto en el 24 de octubre de ese año cuando hizo erupción el Volcán Santa María en Quetzaltenango (en donde ya había habido un terremoto de consideración en abril). Para evitar que se obstruyera el desarrollo de las fiestas de Minerva, el Gobierno se esforzó por distribuir volantes que decían que la erupción no era en Guatemala, sino en un volcán en la frontera con México; incluso en Quetzaltenango se distribuyeron esos volantes, debajo de la ceniza y entre los retumbos de la erupción.

## Segundo período presidencial (1905-1911)

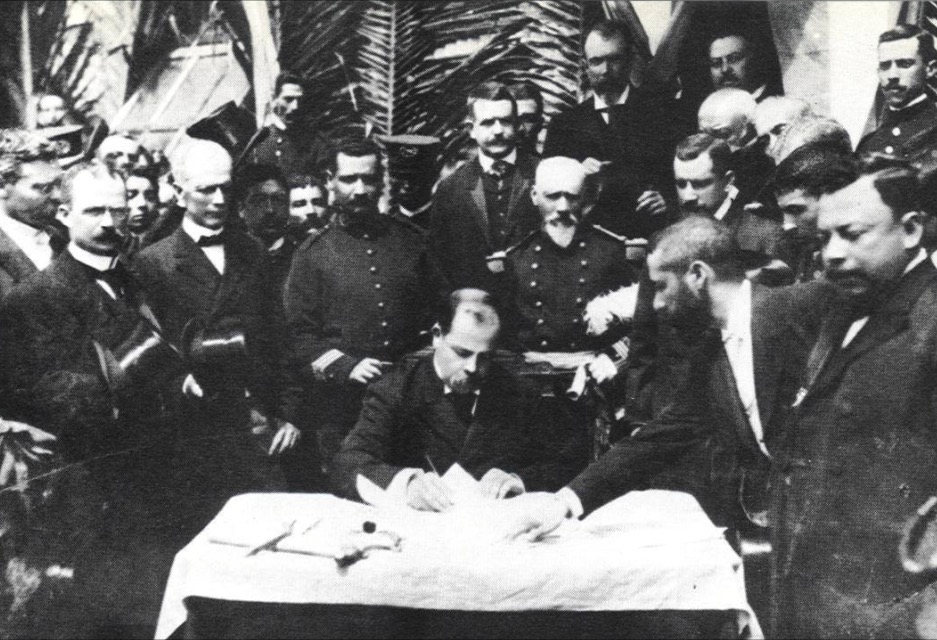
El presidente Estrada Cabrera firmando nombramientos. Fotografía de 1907.

El 7 de agosto de 1904 se celebraron elecciones presidenciales, y Estrada Cabrera nuevamente resultó elegido. En diciembre de 1908 se declaró una peste de viruela en todo el país, la cual fue controlada eficientemente por los médicos de la época. Al final de este período presidencial, el dólar estadounidense se cotizaba a 18 pesos.
| Sección del gobierno          | Cargo                  | Nombre                   |
| ----------------------------- | ---------------------- | ------------------------ |
| Ministros de Estado           | Fomento                | Joaquín Méndez           |
| Ministros de Estado           | Guerra                 | Luis Molina              |
| Ministros de Estado           | Relaciones Exteriores  | Juan Barrios M.          |
| Ministros de Estado           | Gobernación y Justicia | José María Reina Andrade |
| Ministros de Estado           | Instrucción Pública    | Ángel M. Bocanegra       |
| Asamblea Nacional Legislativa |                        |                          |
| Presidente                    | Arturo Ubico Urruela   |                          |
| Secretario                    | José A. Beteta         |                          |
| Secretario                    | Francisco C. Castañeda |                          |
| Diputado por Cotzumalguapa    | Carlos Herrera y Luna  |                          |
| Diputado por Flores, Petén    | Adrián Vidaurre        |                          |

### Política exterior

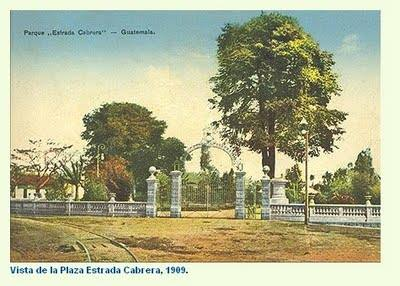
Plaza «Estrada Cabrera» en 1909. Estaba localizada donde posteriormente estuvo el Parque Morazán y el Parque de Jocotenango en la Ciudad de Guatemala.

Los enviados extraordinarios y ministros plenipotenciarios de los Estados Unidos durante este período presidencial fueron:
- José W. J. Lee (19 de marzo de 1907-17 de enero de 1908)
- General George W. Davis (17 de enero de 1908-9 de octubre de 1909)
- Willam F. Sands (9 de octubre de 1909-1 de octubre de 1910)
- Robert Stockton Renolds Hitt (1 de octubre de 1910-1911)[50]

Por su parte, el 28 de octubre de 1905, el general Porfirio Díaz nombró como ministro plenipotenciario de México en Guatemala al ilustre novelista Federico Gamboa, a quien Estrada Cabrera llegó a llamar en broma «ministro hostelero» por la gran cantidad de exiliados que se acogían a la embajada mexicana. Gamboa escribiría en su diario detalladas descripciones de la vida cotidiana durante el segundo período presidencial de Estrada Cabrera, siempre retratando al gobernante guatemalteco de manera negativa.

### Principales hechos históricos

#### El redentor indígena de Totonicapán
En julio de 1905 surgió un líder indígena en Chitamango, Totonicapán cuyo movimiento creció rápidamente, pero el 23 de julio un delator los denunció ante el jefe político de Totonicapán, David Camey. Este tomó las debidas precauciones, y para el 26 ya habían batido cruelmente a los indígenas y apresado al redentor, quien fue enviado a prisión, donde soportó torturas y hambre sin lamentarse del dolor físico ni de la traición.
Lamentablemente, el nombre del redentor indígena no quedó registrado, ya que el expediente del caso fue requisado por Estrada Cabrera y almacenado en su residencia de «La Palma», donde se perdió durante el saqueo que se hizo después del derrocamiento del presidente durante la Semana Trágica de 1920.

#### Guerra con El Salvador en 1906

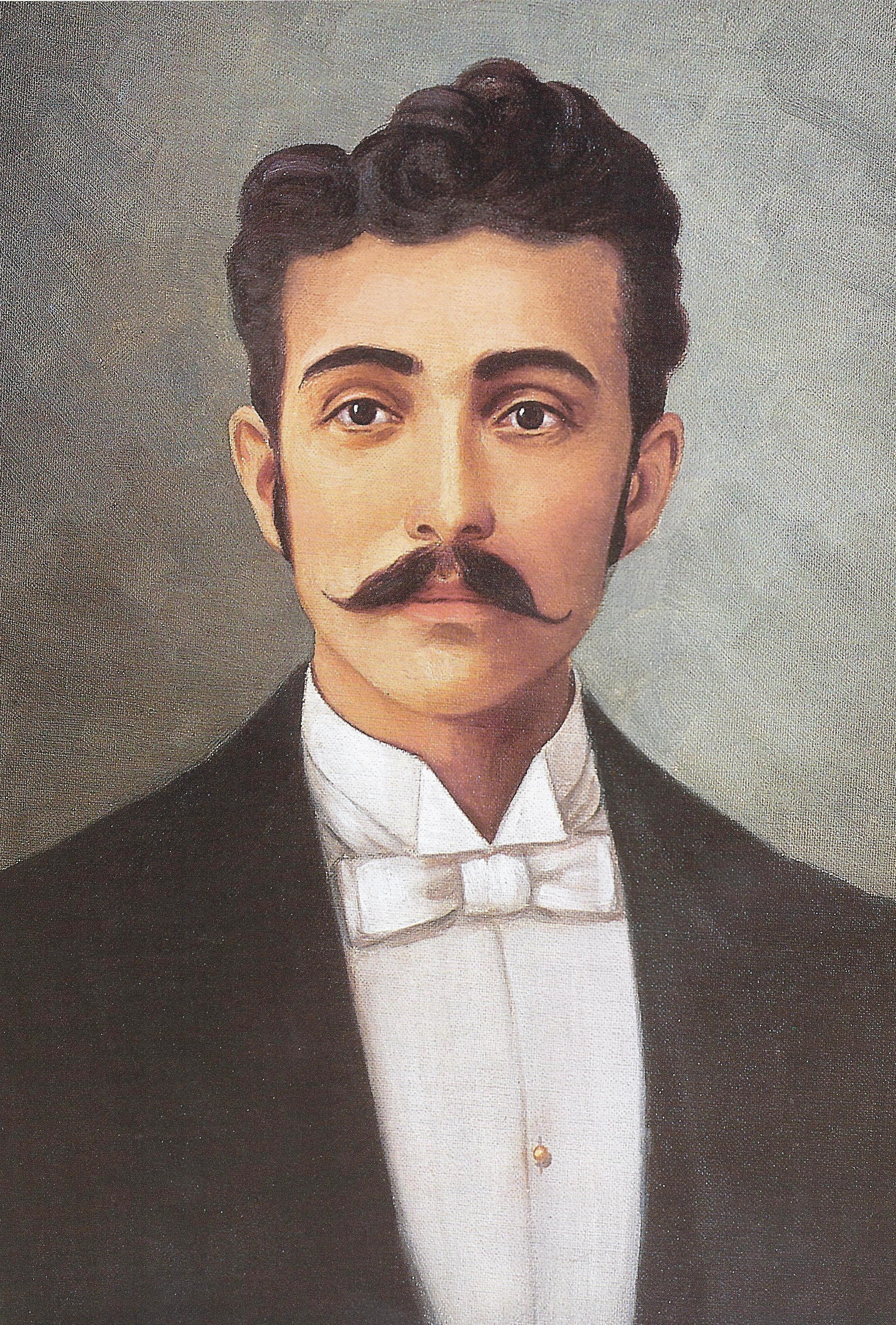
Tomás Regalado, jefe del Ejército de El Salvador.

En 1906 se produjo una invasión de emigrados políticos que vivían en México y El Salvador. Manuel Lisandro Barillas Bercián, expresidente de Guatemala, y José León Castillo, excandidato presidencial de la oposición, fueron designados como los comandantes de los ejércitos invasores de México y El Salvador, respectivamente. Tanto Porfirio Díaz como Tomás Regalado abrieron las fronteras de sus países para el paso libre de los invasores. Estos también contaban con el apoyo del vapor Imperio, proveniente de San Francisco, Estados Unidos, y de oro proporcionado por un amigo de Barillas que vivía en Estados Unidos. Pero ni Barillas ni León Castillo eran militares sobresalientes y, tras una serie de escaramuzas, la invasión fracasó en Ocós en junio de 1906.
Regalado, enemigo declarado de Estrada Cabrera, no quedó contento con el resultado de la fallida invasión. Entonces empezó a decir a los emigrados guatemaltecos que iba a cansar y debilitar al presidente guatemalteco; al enterarse de esta situación, el presidente salvadoreño Pedro Jose Escalón encontró el medio perfecto para deshacerse de Regalado, quien en realidad gobernaba El Salvador y lo opacaba en la primera magistratura de ese país. Escalón entró en componendas con Estrada Cabrera y le telegrafió constantemente todos los movimientos del futuro invasor. Después de descubrirlo, Regalado lo obligó a huir de la capital salvadoreña hasta el lago de Coatepeque. Ya sin la interferencia de Escalón, Regalado invadió Guatemala el 9 de julio y fácilmente llegó a Atescatempa y Jerez, mientras los soldados guatemaltecos se refugiaron en Yupiltepeque.  El ejército guatemalteco solicitó tropas de refuerzo, las cuales llegaron procedentes de Sanarate, Salamá y Momostenango; estas tropas venían vestidas de azul, y no de caqui, como las originales, lo cual engañó a Regalado, cuyas tropas también vestían de azul. El 11 de julio de 1906, Regalado fue muerto por soldados guatemaltecos cuando creyó que estaba entre tropas leales.
Tras la muerte de Regalado, las tropas salvadoreñas retrocedieron hacia El Salvador y posteriormente se firmó el Tratado de Paz, Amistad y Comercio entre Guatemala y El Salvador el 20 de julio de 1906 a bordo del crucero americano Marblehead. Al respecto, Estrada Cabrera envió una misiva al general Porfirio Díaz en los siguientes términos: «A su Excelencia, el señor general don Porfirio Díaz, presidente de los Estados Unidos Mexicanos.  Grande y Buen Amigo: Tanta honra como satisfacción me cabe al manifestar a Vuestra Excelencia que el Convenio de Paz y Arbitraje que se firmó a bordo del crucero americano Marblehead el 20 de julio anterior, fue oportunamente aprobado en todas sus partes por mi Gobierno y ha tenido ya la aprobación de la Asamblea Nacional Legislativa; lo cual no dudo será grato a Vuestra Excelencia que de modo tan generoso se sirvió dirigirme la iniciativa de este arreglo, que puso término muy digno a la emergencia entre esta República y las de El Salvador y Honduras».
Del 23 de julio al 27 de agosto de 1906, Guatemala estuvo representada en la tercera Conferencia Internacional Americana por Antonio Batres Jáuregui, quien escribió un detallado reporte que fue impreso en toda su extensión en varias tiradas del diario oficial El Guatemalteco. El principal acuerdo fue sobre derecho internacional: se ratificó la adhesión al principio de arbitraje y se recomendó la reorganización de la oficina de las repúblicas americanas encargada de coadyuvar a la efectividad de los pactos. El 6 de mayo de 1907, el ministro mexicano Gamboa dejó Guatemala para ir a El Salvador, por orden expresa de su presidente, Porfirio Díaz, por lo cual usó como pretexto el asesinato del general Manuel Lisandro Barillas en México. Díaz tenía la intención de invadir Guatemala en represalia, pero al final se convenció de no hacerlo cuando se dio cuenta de que un general triunfador en Guatemala sería un duro contendiente en las elecciones presidenciales mexicanas; Díaz, además, temía las posibles represalias que a su vez podrían adoptar los Estados Unidos ante una invasión mexicana a su aliado centroamericano. Por su parte, los embajadores norteamericanos enfrentaban dificultades: uno fue descubierto en entrevistas periodísticas como agente privado de Estrada Cabrera y fue destituido por el Gobierno de su país, mientras que otro fue destituido y desacreditado antes de que recibiera cien mil dólares para financiar la campaña electoral de su partido en los Estados Unidos.

#### Atentado de «La bomba»

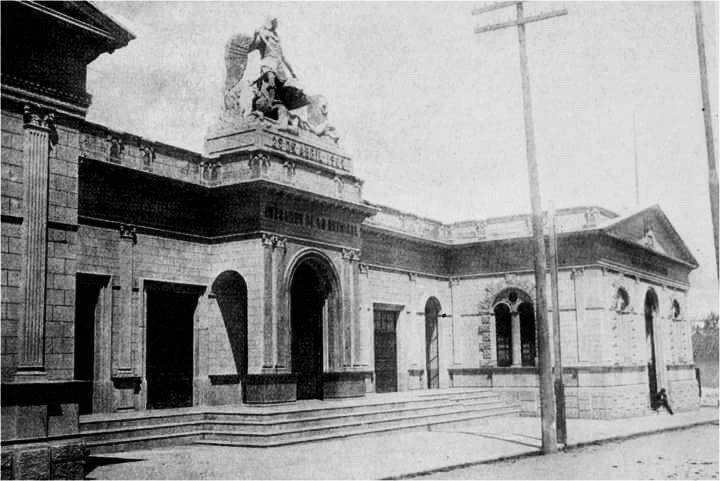
Correccional de Menores de la Ciudad de Guatemala. Frente a este edificio estalló la bomba al paso del presidente Estrada Cabrera.

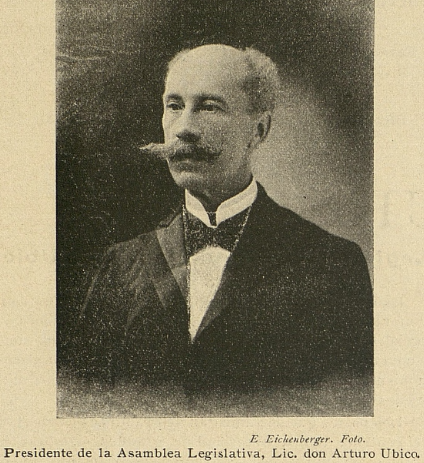
Licenciado Arturo Ubico Urruela, en 1906, presidente de la Asamblea Nacional Legislativa.

Cuando ya había terminado la guerra con Regalado, el 22 de abril de 1907 apareció en El Guatemalteco el Decreto 672 de la Secretaría de Gobernación y Justicia. En este, Estrada Cabrera y su consejo de ministros concedieron amplia amnistía a todos los guatemaltecos culpables de delitos políticos y comunes cometidos antes de la fecha en que entró en vigor. Irónicamente, en esas mismas fechas el abogado Enrique Ávila Echeverría y su hermano, el médico Jorge Ávila Echeverría, junto con el también médico Julio Valdés Blanco y el ingeniero eléctrico Baltasar Rodil, planearon un atentado contra Estrada Cabrera, que se ejecutó el 29 de abril de 1907 y se conoce como el nombre de «Atentado de La Bomba». Los hermanos Echeverría y sus compañeros eran de posición económica solvente y habían estudiado en universidades extranjeras, pero al regresar al país se encontraron con un estado de cosas en el cual predominaban el servilismo y el abuso de poder. Cuando decidieron atentar contra la vida del presidente, planearon al detalle un atentado con explosivos. Todo fue meticulosamente preparado: los explosivos, los detonadores de hierro, la caja de hierro macizo, la complicidad del cochero del presidente, la hora y el punto precisos.
El día planeado para el atentado, el 29 de abril, el presidente viajaba en su coche en compañía de su hijo Joaquín, de 13 años, y de su jefe del Estado Mayor, general José María Orellana. A las 10 de la mañana el carruaje pasó por la esquina de la 7.a avenida sur, entre 16 y 17 calles, de la Ciudad de Guatemala, cuando explotó la bomba. Sin embargo, por un error de cálculo, Estrada Cabrera y sus acompañantes salieron ilesos. Solo el cochero y uno de los caballos fallecieron.
Los perpetradores del atentanto lograron eludir a la justicia guatemalteca por unas cuantas semanas, hasta que finalmente llegaron a la casa de Rufina Roca de Monzón, quien les proporcionó refugio en el segundo piso de su residencia, en el número 29 del callejón del Judío de la ciudad, y ya casi en las afueras de la misma en ese entonces.  Pero un espía los delató, de tal suerte que a las tres de la mañana del 20 de mayo de 1907 la casa fue rodeada por un fuerte destacamento de soldados y tras una prolongada batalla, los cuatro se suicidaron. El diario semioficial, Diario de Centro América, que era propiedad de Estrada Cabrera, llegó incluso a publicar el informe de la detallada autopsia hecha a los autores del malogrado magnicidio.  Al mismo tiempo que los perpetradores del atentado intentaban huir, se producían muestras de adhesión al presidente, provenientes de todos los clubes liberales del país y de cuanta entidad gubernamental existía. Estas fueron publicadas en las primeras planas de los periódicos oficiales El Guatemalteco y Diario de Centro América. Fue tal la cantidad de estos manifiestos que no terminaron de publicarse sino hasta finales de junio de 1907, aunque fueron enviados el mismo día del atentado.
En cuando al cochero, este fue sepultado con pompa y honores, e incluso la Asamblea Nacional emitió un decreto en el cual se le otorgaba una pensión vitalicia a su familia, pero, cuando se supo que él había sido cómplice del atentado, su tumba fue saqueada por desconocidos y la pensión revocada.

#### Atentado de «Los cadetes»

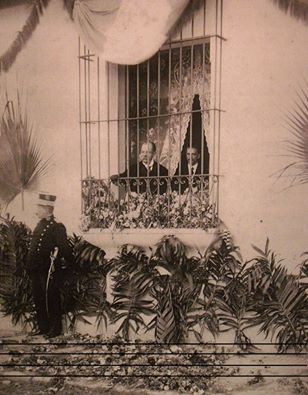
El presidente Estrada Cabrera observando una celebración procesional desde la ventana de su residencia. Esto era cotidiano antes del atentado de los cadetes de 1908, tras el que el mandatario se refugió en su mansión de «La Palma» en las afueras de la ciudad.

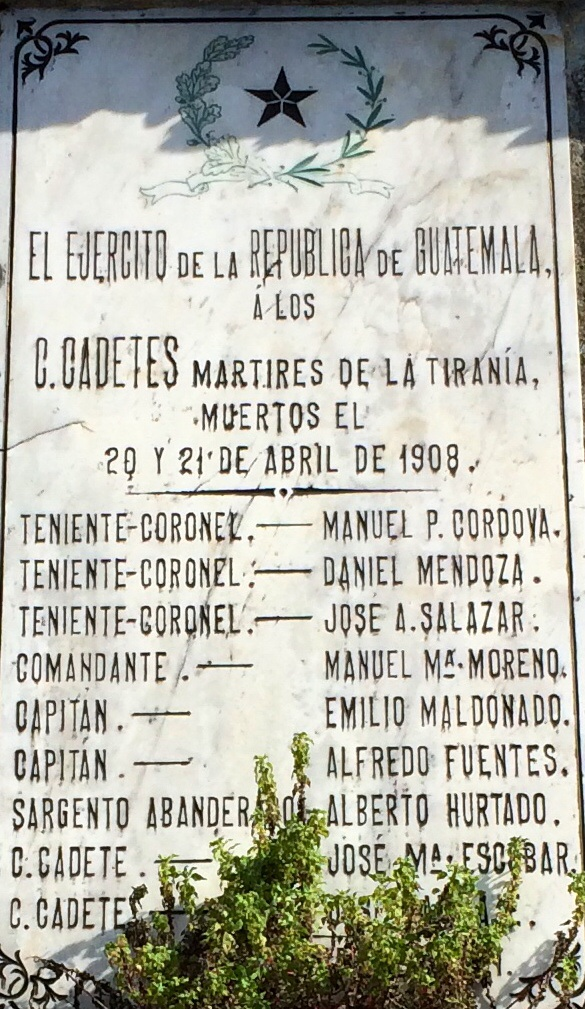
Tumba y monumento de los cadetes caídos tras el atentado del cadete Víctor Manuel Vega en contra de Estrada Cabrera. La tumba se encuentra en el Cementerio General de la Ciudad de Guatemala.

Para 1908, la iglesia de Santo Domingo había cambiado el recorrido de su solemne de Viernes Santo para pasar frente a la casa de habitación del presidente, situada en la 7.a avenida sur de la Ciudad de Guatemala. Esta circunstancia fue tenida en cuenta por varios cadetes y oficiales de la Escuela Politécnica, quienes advirtieron que el capirote del traje de cucurucho era ideal para esconder a posibles conspiradores. Los cadetes concibieron un plan sencillo: aprovechando que la procesión iba a pasar frente a la casa del presidente, irían disfrazados de cucuruchos, invadirían la casa presidencial y apresarían a Estrada Cabrera. Pero para el Miércoles Santo de ese año los conjurados estaban presos: dos de ellos, durante una borrachera en una fonda, habían hablado de más y terminado en la cárcel. Estrada Cabrera, una vez que supo de la conjura, puso palizadas frente a su casa, prohibió que la procesión pasara enfrente y prohibió el uso de los capirotes en el traje de cucurucho.
El 20 de abril de 1908, durante la recepción oficial del nuevo ministro plenipotenciario de Estados Unidos en el Palacio de Gobierno, el cadete de la Escuela Politécnica Víctor Manuel Vega, en venganza por la prisión y las torturas de sus jefes y amigos, le disparó a Estrada Cabrera a quemarropa, pero el proyectil lo hirió en el dedo meñique. Enfurecido, y a modo de escarmiento popular, Estrada Cabrera ordenó fusilar a prácticamente toda la compañía de cadetes a la cual pertenecía Vega, excepto a dos integrantes, Rogelio Girón y Manuel Hurtarte, quienes fueron llevados a la penitenciaría central sin darles razón alguna. En cuanto al cadete Vega, había muerto en el lugar donde intentó perpetrar el magnicidio, cayendo a los pies de Estrada Cabrera al ser alcanzado por las balas de los guardias. El presidente ordenó que la escuela militar fuera disuelta, el edificio demolido y que se regara sal sobre los cimientos. Numerosos militares fueron encarcelados, incluyendo algunos generales allegados al presidente.
Nuevamente se publicaron extensas «manifestaciones de adhesión» para el «benemérito de la patria».
En 1910, el general José Santos Zelaya partió al exilio a París tras ser derrocado en Nicaragua. El mismo Estrada Cabrera apoyó a los rebeldes nicaragüenses, quienes a su vez contaron con el apoyo del Gobierno de Washington. Cuando Zelaya llegó a París, empezó a ser atacado por Enrique Gómez Carrillo por instrucciones del presidente guatemalteco. Dada su enemistad con los estadounidenses por el tema del canal, Zelaya publicó un libro para ilustrar a la opinión pública mundial sobre la intervención norteamericana en Nicaragua y el apoyo que el Gobierno guatemalteco había prestado a sus rivales.

### Educación

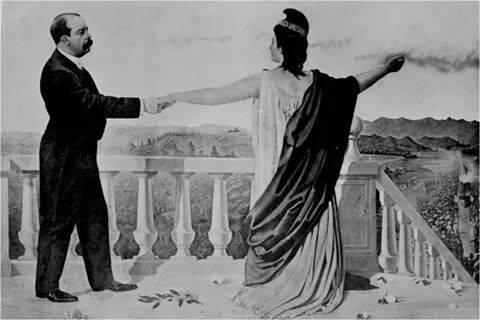
La diosa Atenea muestra a Estrada Cabrera el producto de su labor educativa y le agradece por las Fiestas Minervalias.

Las fiestas Minervalias continuaron con gran pompa y las artes fueron promovidas: por ejemplo, en marzo de 1907, el diario oficial El Guatemalteco publicó una nota en la que se autorizaba la contratación de una compañía de ópera Italiana para trabajar en el teatro Colón, aunque, por otra parte, a raíz del atentado de los cadetes en 1908, Estrada Cabrera mandó a llamar a todos los profesores y los reprendió severamente indicándoles que no iba a tolerar que estuvieran «educando a conspiradores». Los maestros tuvieron que asistir obligatoriamente a esta reprimenda, puesto que fueron enviados por el ministro de Instrucción del presidente. Posteriormente, también en 1907, Enrique Gómez Carrillo le dedicó su obra Alma Japonesa a Estrada Cabrera de este modo: «Al presidente Estrada Cabrera, que ha sabido hacer del culto de la enseñanza popular una religión moderna, dedica este libro su amigo y admirador, Enrique G. C.»
Durante el gobierno de Estrada Cabrera, la universidad nacional estaba a cargo del secretario de Instrucción, y el mandatario tenía la potestad de nombrar al profesorado de las escuelas facultativas. Aquí se muestra un decreto por medio del cual el presidente nombra al profesorado:

| Se nombra el profesorado de la Escuela de Medicina y Farmacia Palacio del Poder Ejecutivo: Guatemala, 5 de febrero de 1907. En vista de lo solicitado por el decano de la Facultad de Medicina y Farmacia, El Presidente Constitucional de la República, ACUERDA: Organizar de la manera siguiente, el profesorado de la escuela en referencia: (y se consignan a continuación todos los nombres de los profesores). —Tomado de El Guatemalteco, diario oficial de la República de Guatemala, en la América Central, 10 de febrero de 1907 |

En 1908, Estrada Cabrera quería ver cómo iban los preparativos de la Huelga de Dolores de los estudiantes de la universidad nacional. Por esa razón ordenó a los miembros de su guardia personal que le abrieran paso en la Facultad de Derecho y Notariado del Centro, en la 9.a avenida de la capital. Sin embargo, los miembros de su guardia (quienes eran prácticamente analfabetos) entraron a la facultad por la fuerza, lo que provocó un serio altercado con los estudiantes, en el cual murió uno de ellos. Ante tal desastre imprevisto, Estrada Cabrera prefirió retirarse, y los estudiantes, por su parte, suspendieron la publicación del periódico estudiante No Nos Tientes y el Desfile Bufo. Ninguna de las dos tradiciones se efectuó sino hasta en 1921, cuando ya había sido derrocado el presidente.

### Cultura

#### Reconocimiento a autores del himno nacional
En 1910, ya en su lecho de muerte, el poeta cubano radicado en Guatemala José Joaquín Palma rompió su silencio e hizo saber a la sociedad guatemalteca que había sido él quien había escrito la letra del himno nacional de Guatemala, cuya autoría había sido acreditada hasta entonces a un autor anónimo. El Gobierno y los intelectuales guatemaltecos le rindieron homenajes. Se emitió un acuerdo el 15 de septiembre de 1910 en el que se indicaba que en las Minervalias de ese año se otorgara una medalla de oro al cubano, la cual llevaba en el anverso el escudo de la República, y en el reverso, la leyenda: «El Gobierno de Guatemala al inspirado poeta José Joaquín Palma, autor de la letra del himno nacional».  El 15 de septiembre de 1911, ya cuando el poeta Palma había fallecido, el presidente homenajeó también al maestro Rafael Álvarez Ovalle, autor de la música del himno.

#### La Generación del 10
En Quetzaltenango se formó un grupo de artistas, literatos y poetas entre quienes figuraban Rafael Arévalo Martínez, Carlos Mérida, Rafael Rodríguez Padilla, Rafael Yela Günther, Carlos Valenti, Carlos Wyld Ospina y los hermanos De la Riva. Todos ellos tuvieron una estrecha relación con Jaime Sabartés, artista catalán llegado a Guatemala en 1906, procedente de Barcelona, donde compartiera una estrecha amistad con Pablo Picasso. A estos artistas se les conocía como la Generación del 10. En 1913, Rafael Arévalo Martínez y Francisco Fernández Hall fundaron y dirigieron la revista Juan Chapín, órgano principal de la «generación de 1910», llamada también «del Cometa», la cual fue responsable de la introducción a Guatemala de las tendencias literarias posteriores al modernismo y de los nuevos estilos europeos de pintura.

#### Donación de Jesús Nazareno a Quetzaltenango
en mayo de 1,910, proveniente de la capital directamente al Templo San Juan de Dios (en esos años anexo al hospital regional de occidente que funcionaba en el  edificio aledaño) llegaría la imagen de Jesús Nazareno, de gran devoción por los feligreses quetzaltecos, cuya hermandad se fundó el 16 de abril 1,916 y consagrada a casi un siglo
de su llegada, el 9 de marzo 2,003

## Tercer período presidencial (1911-1917)

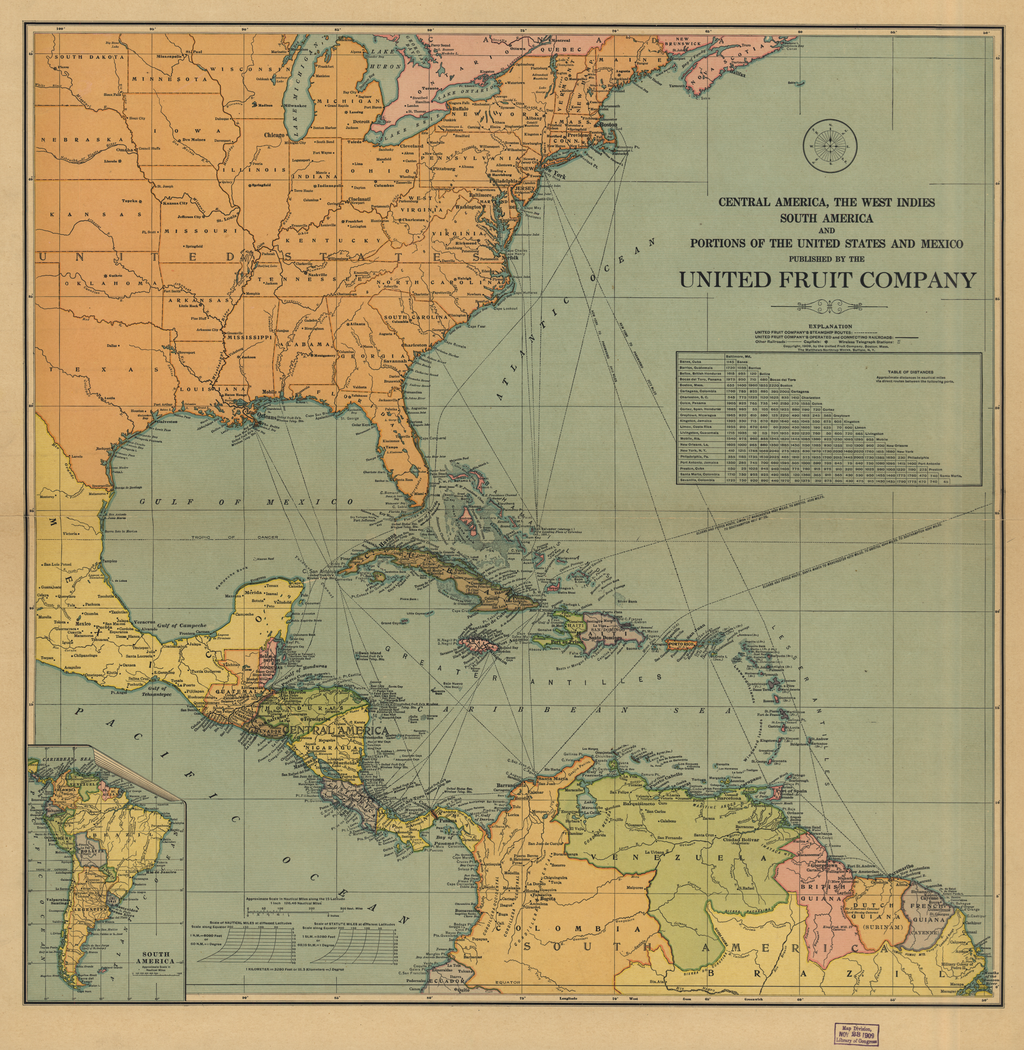
Mapa de rutas de la Flota Blanca de la United Fruit Company, la cual tenía el monopolio de transporte de carga y personas desde y hacia Puerto Barrios, tras las generosas concesiones otorgadas por Estrada Cabrera.

El presidente fue elegido para un tercer período presidencial con una inmensa mayoría de más de 500 000 votos, que a todas luces resultaban un fraude electoral si se tiene en cuenta que las elecciones de Brasil del mismo año solo reportaron 300 000 votos y que, mientras aquel país tenía una población de 14 millones de habitantes, Guatemala únicamente contaba con 2 millones. Sin embargo, el pueblo guatemalteco se encontraba bajo tal represión que no hubo protestas al respecto.

### Revolución Mexicana y la República Suroriental
El presidente mexicano Porfirio Díaz —gran rival político de Estrada Cabrera— renunció el 25 de mayo de 1911, tras los sucesos de la Revolución Mexicana, y su sucesor, el presidente mexicano Francisco I. Madero había sido asesinado el 22 de febrero de 1913 luego de una traición y golpe de Estado del nuevo gobernante, el general Victoriano Huerta, con el apoyo decidido del entonces embajador de los Estados Unidos en México, Henry Lane Wilson.
El presidente Huerta estaba en serios problemas y estaba combatiendo revueltas en varios frentes. Uno de ellos era Chiapas, donde se encontraban las tropas del general revolucionario Venustiano Carranza. Uno de los lugartenientes de Carranza, el general Ricardo Carrascosa, viéndose derrotado, se refugió en Guatemala, país en el que se había educado. Al enterarse de esto, Estrada Cabrera lo mandó llamar y le ofreció armas, soldados y frontera libre para que atacara a las fuerzas de Huerta en Chiapas. Carrascosa aceptó, pero fue derrotado una vez más por las fuerzas presidenciales mexicanas.
Tras esta nueva derrota, Carrascosa volvió a refugiarse en Guatemala y de nuevo fue llamado por Estrada Cabrera, pero esta vez recibió una proposición insólita: se le ofrecían armas, dinero y soldados si aceptaba luchar contra México y apoderarse de los territorios de Soconusco, Lacantún y Chiapas, los cuales, junto con parte del departamento guatemalteco del Petén, se convertirían en una nación independiente denominada «República Suroriental». Carrascosa se negó a perpetrar esta traición, por lo que fue llevado a prisión en el convento de San Francisco, de donde se escapó tras sobornar y secuestrar a su captor para luego refugiarse como preso político en la embajada mexicana, dependencia del gobierno de Huerta. Tras obtener la victoria las tropas de Carranza, Carrascosa regresó a México luego de que el nuevo presidente de ese país amenazara con invadir Guatemala si a aquel militar se le vedaba el retorno.
El gobierno guatemalteco reconoció al gobierno de facto de Venustiano Carranza en México en 1916.

### Política exterior

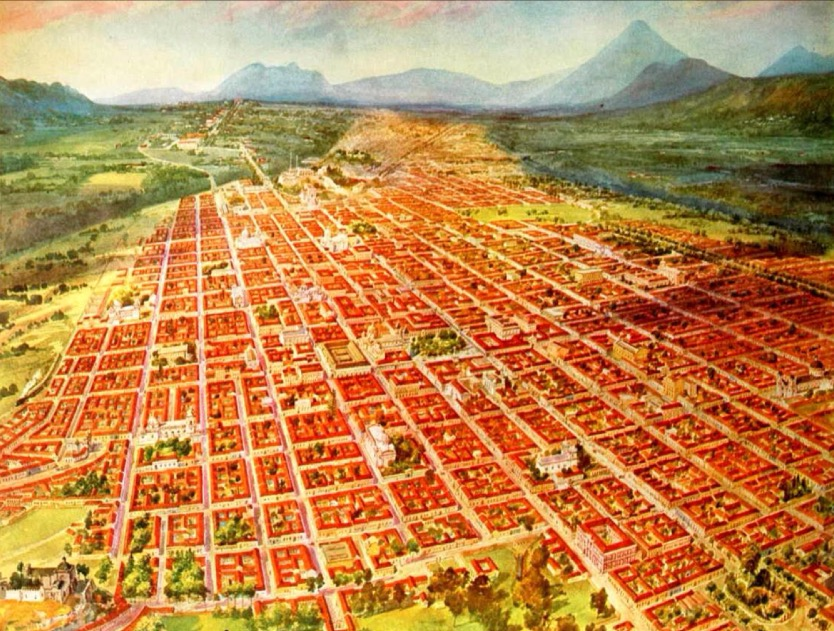
Ciudad de Guatemala a «vista de pájaro» en 1915. Grabado del Libro Azul de Guatemala.

A principios de la Primera Guerra Mundial, en 1914, el Gobierno se declaró neutral en el conflicto. En ese momento, Estados Unidos todavía no participaba en la guerra. Esto cambió en 1917, cuando el presidente Woodrow Wilson declaró la guerra al Imperio alemán y solicitó a sus aliados de América Latina que hicieran lo mismo.
En 1916 se reconoció al gobierno de facto de Venustiano Carranza en México.  Por su parte, la Iglesia Católica, debilitada por las expropiaciones y con la expulsión del clero regular en 1829 y 1871, estaba reducida al clero secular liderado por el arzobispo, figura que varios presidentes liberales habían expulsado del país.  En 1914 Estrada Cabrera aprobó el nombramiento del arzobispo Julián Raimundo Riveiro y ambas partes hicieron concesiones con respecto a los trámites para el matrimonio civil y la tolerancia de las procesiones públicas.

Mapa de los ramales ferroviarios en Guatemala y El Salvador, los cuales eran propiedad de la International Railways of Central America (IRCA), subsidiaria de la UFCO que controlaba el ferrocarril en ambos países, mientras el único puerto en el Atlántico era controlado por la Great White Fleet, marina mercante también propiedad de la UFCO.

En 1912, la UFCO adquirió las acciones del Ferrocarril Central, Occidental y de Ocós, con lo cual se formó la International Railways of Central America (IRCA), de la cual la compañía frutera era la principal accionista. También se le concedió el contrato para colocar la línea de telégrafo de la capital a Puerto Barrios. Se inició así el cultivo de banano en Izabal y el período de hegemonía de la frutera en Guatemala.
Se ajustó un convenio entre los tenedores de bonos de la deuda inglesa y el secretario de Hacienda, de manera que las rentas de Guatemala fueron de quinientos millones, contra cuatrocientos millones de pesos en gastos. Es decir, hubo un superávit de cien millones. La cosecha de café, principal producto de exportación de los gobiernos liberales desde Barrios hasta Ubico, osciló entre 8 y 12 dólares por quintal.
En septiembre de 1915 y enero de 1916 hubo en Guatemala tres insurrecciones que fueron rápidamente sofocadas: una provenía de México, comandada por el general Isidro Valdés y el doctor Toledo López, mientras que en Huehuetenango las fuerzas de uno y otro bando se lanzaron tiros inefectivos, con un barranco de por medio; finalmente, en Petén los caudillos rivales se pelearon entre sí.

### Terremoto de Cuilapa de 1913
El día sábado 8 de marzo de 1913 un terremoto de magnitud 6.4 azotó al territorio de Santa Rosa, destruyendo a la cabecera departamental, Cuilapa. Tanto el terremoto inicial como las réplicas destruyeron muchas casas, escuelas e incluso la catedral y la prisión, con una considerable cantidad de víctimas mortales; similar destrucción sufrieron las localidades de Cerro Redondo, Llano Grande y El Zapote también sufrieron daños considerables.  También fueron dañados seriamente los poblados de Fraijanes, Pueblo Nuevo Viñas, Coatepeque y Jalpatagua. En el área del epicentro, el terremoto provocó derrumbes y bloqueo de caminos y carreteras, e incluso se reportó una larga grieta que se formó en el Cerro Los Esclavos.
Debido a la destrucción de Cuilapa, entre 1913 y 1920, Barberena se desempeñó como cabecera departamental, por acuerdo gubernativo del 10 de marzo de 1913, emitido por el presidente Estrada Cabrera; la transición estuvo a cargo de los generales José María Orellana y José Letona.

### Fundación de la Academia Militar
Como consecuencia del atentado en su contra, perpetrado el 20 de abril de 1908 por los cadetes de la Escuela Politécnica, el gobernante había clausurado este centro de estudios. El 30 de junio de 1912 fundó la Academia Militar, bajo la dirección de oficiales españoles, en el edificio que ocupaba el Cuartel de Artillería, en el bulevar 30 de junio —posteriormente Avenida «La Reforma»—; este inmueble sufrió severos daños por los terremotos de 1917-1918, y solamente fue rehabilitado el 9 de febrero de 1919. El 2 de mayo de 1920, el Gobierno de Carlos Herrera y Luna clausuró la Academia Militar y restableció la Escuela Politécnica.

## Cuarto período presidencial y derrocamiento (1917-1920)

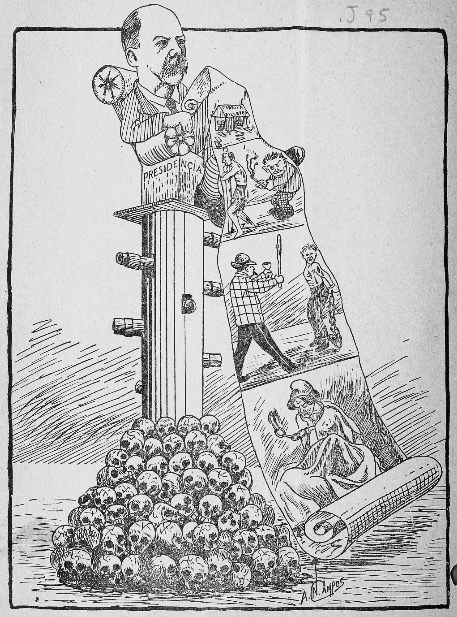
Caricatura de A. N. Campos que muestra cómo el gobierno de Manuel Estrada Cabrera se basa en crímenes de lesa humanidad.

Para 1916, Guatemala contaba con dos millones de habitantes, pero esto no impidió que los aduladores del presidente lograran que fuera reelecto con la absurda cantidad de diez millones de votos, tras forzar a las haciendas a enviar a grupos de mozos colonos varias veces a votar. Estrada Cabrera inició el que sería su último período en 1917, y sus ministros fueron Guillermo Aguirre en Hacienda, José María Reina Andrade en Gobernación y Justicia, Luis Ovalle como secretario de Guerra, Eduardo Girón en el despacho de Instrucción Pública, y Luis F. Mendizábal en el de Fomento.  Por su parte, el licenciado Antonio Batres Jáuregui fue el presidente del Organismo Judicial.

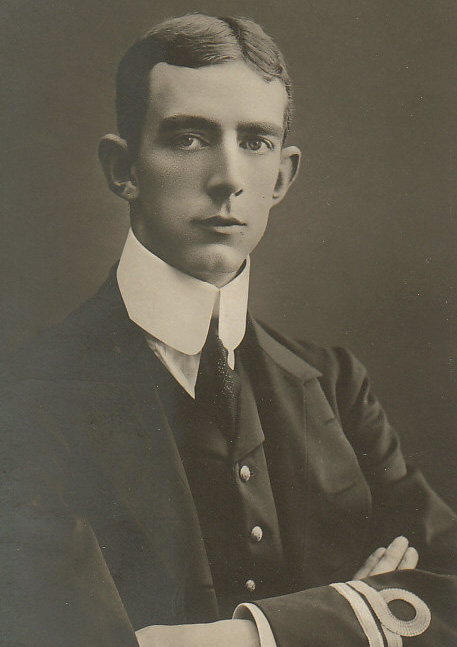
Príncipe Guillermo de Suecia. Visitó Guatemala en 1920 durante los eventos de la Semana Trágica y escribió sus observaciones en su libro Between two continents, notes from a journey in Central America, 1920 bajo el pseudónimo de «Prins Wilhelm».

En 1920, el príncipe Guillermo de Suecia visitó Guatemala e hizo una descripción muy objetiva tanto de la sociedad guatemalteca de la época como del gobierno de Estrada Cabrera en su libro Between two continents, notes from a journey in Central America, 1920 -Entre dos continentes, notas de un viaje a Centro América, 1920-. El príncipe explicó la dinámica de la sociedad guatemalteca que observó indicando que aunque Guatemala se hacía llamar República, contaba en realidad con tres clases sociales claramente definidas: criollos —una minoría formada por familias descendientes de los españoles que conquistaron Centroamérica y que para 1920 estaban a cargo de ambos partidos políticos en el país—; ladinos: la clase media, constituida por personas que nacieron del cruce entre nativos, negros y criollos, no tenían poder alguno, aunque conformaban el grueso de los grupos de artesanos, dueños de tiendas, comerciantes y oficiales de bajo rango en el ejército; e indígenas, que constituían la vasta mayoría de la población y estaban sumidos en el analfabetismo, constituyendo la principal fuente de mano de obra agrícola.

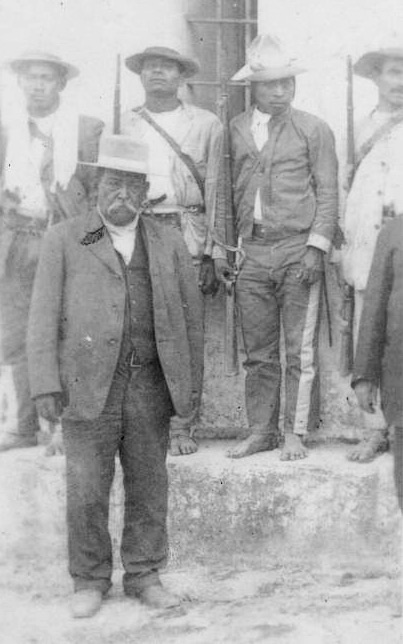
General con sus soldados tras ser capturados en «La Palma» en abril de 1920. Nótese que los conscriptos estaban descalzos y sin uniforme.

Ya para el cuarto período de Estrada Cabrera prevalecía el despotismo.  Aunque el sufragio universal era la ley, las elecciones eran una farsa democrática pues únicamente el presidente figuraba en las papeletas electoras y todo tipo de oposición estaba prohibida. Los ministros del presidente no eran más que simples asesores y los impuestos del estado iban a parar directamente al bosillo del presidente: siguiendo el ejemplo de sus antecesores, Estrada Cabrera logró amasar una fortuna de ciento cincuenta millones, a pesar de tener un salario nominal de mil dólares anuales.  Los ministros eran seleccionados de entre sus aduladores y no tenían ni voz ni voto en las decisiones del gobierno. La Asamblea Nacional no era muy diferente: ninguna ley se aprobaba sin la venia del presidente.  Y, por último, los jueces estaban totalmente entregados a los intereses del presidente.
En todos los rincones de la administración púbica prevalecía una corrupción rampanta.  El presidente y sus ministros tenían ingresos adicionales por concepto de concesiones mientras que los oficiales de menor rango se las ingeniaban para obtener prebendas de cualquier forma.  El ciudadano común no estaba al tanto de esta situación, puesto todos mantenían el secreto por miedo a perder la vida.

### Fuerzas armadas
Había una ley de reclutamiento universal, pero prácticamente todo el mundo podía escapar al servicio militar si pagaba lo suficiente. En realidad, solamente los mozos eran recludatos a la fuerza. Únicamente los generales, de los que había uno por cada cien conscriptos, recibían un salario; todos los demás sobrevivían como podían; y no había ni uniformes ni botas de servicio y tanto los soldados como los oficiales menores iban descalzos y se distinguían por una camisa militar harapienta.  Solamente los generales tenían accesos a botas gastadas y de mala calidad. Los soldados, como la mayoría de la población, eran ignorantes y analfabetos, ya que así le interesaba mantenerlos a las autoridades porque de esa forma era más fácil controlar a la gran masa indígena.

### Educación
A pesar de la pompa con que se realizaban las Fiestas de Minerva, el príncipe Guillermo pudo comprobar que solamente el cincuenta por ciento de las escuelas reportadas en los documentos oficiales eran reales, y que aunque existían, no tenían personal docente capacitado. Había maestros que no sabían leer ni escribir, y tenían un salario de apenas dos dólares al mes.  Para sobrevivir, todos tenían que conseguir algún empleo adicional, y llevaban los trabajos de este empleo a las aulas para que los niños los ayudaran.  Como resultado de todo esto, el nivel de cultura y educación de la gran mayoría de la población era pésimo.

### Los terremotos de 1917-18
El inicio del declive de la presidencia de Estrada Cabrera comenzó con los terremotos que se iniciaron el 17 de noviembre de 1917 y arruinaron algunas poblaciones alrededor de Amatitlán. El 25 y el 29 de diciembre de ese mismo año, y el 3 y el 24 del siguiente, se repitieron los temblores en la república, pero con mucha mayor fuerza, de modo que destruyeron numerosos edificios públicos y casas particulares en la ciudad de Guatemala y en la Antigua Guatemala. Entre los edificios destruidos destacaban numerosas estructuras que habían sido construidas en los gobiernos de Reina Barrios (pabellón de la Exposición Centroamericana, palacio del Ejecutivo y palacio del bulevar «30 de junio»,  entre otros) y de Estrada Cabrera (asilo para damas «Doña Joaquina»). Por esta razón, mucha de la obra física de ambos presidentes ha sido olvidada por generaciones posteriores.
En el Diario de Centro América, después de publicar dos ediciones diarias reportando los desastres, se pasó a hacer crítica al Gobierno por la lenta e ineficiente respuesta al desastre. En uno de los artículos de opinión de este periódico oficial se llegó a decir que las imágenes religiosas de algunos templos católicos de la ciudad se habían salvado porque, al momento del primer terremoto, «ya no quisieron seguir en una ciudad en donde imperaba el lujo excesivo, la impunidad y el terror». Por otra parte, se dijo que existían leyes «excelentes» para la reconstrucción, las cuales, sin embargo, «no se cumplen». También se dijo que estaba ocurriendo un fenómeno que se daba siempre en casos de cataclismos como estos: «se emiten leyes y reglamentos a diario, pero lo que se necesita es de su correcta ejecución diaria, y no de tantos reglamentos». Además, se publicó en primera plana, tres meses después de los terremotos, que «todavía hay escombros por toda la ciudad».

### Primera Guerra Mundial
Al mismo tiempo que se publicaban las terribles noticias de los terremotos, se divulgaban también las últimas informaciones sobre los acontecimientos de la Primera Guerra Mundial, ante la cual el gobierno de Estrada Cabrera se había mantenido neutral. Sin embargo, por su condición de aliado de Estados Unidos, finalmente declaró la guerra a Alemania el 27 de abril de 1918. Para entonces, Alemania y Austria estaban prácticamente derrotadas por las fuerzas de Francia e Inglaterra.  En Guatemala, el Gobierno intervino las compañías alemanas; entre ellas: la de luz eléctrica de Guatemala, el Ferrocarril «Verapaz» y la empresa Eléctrica y de Teléfonos de Quetzaltenango.

### Partido Unionista

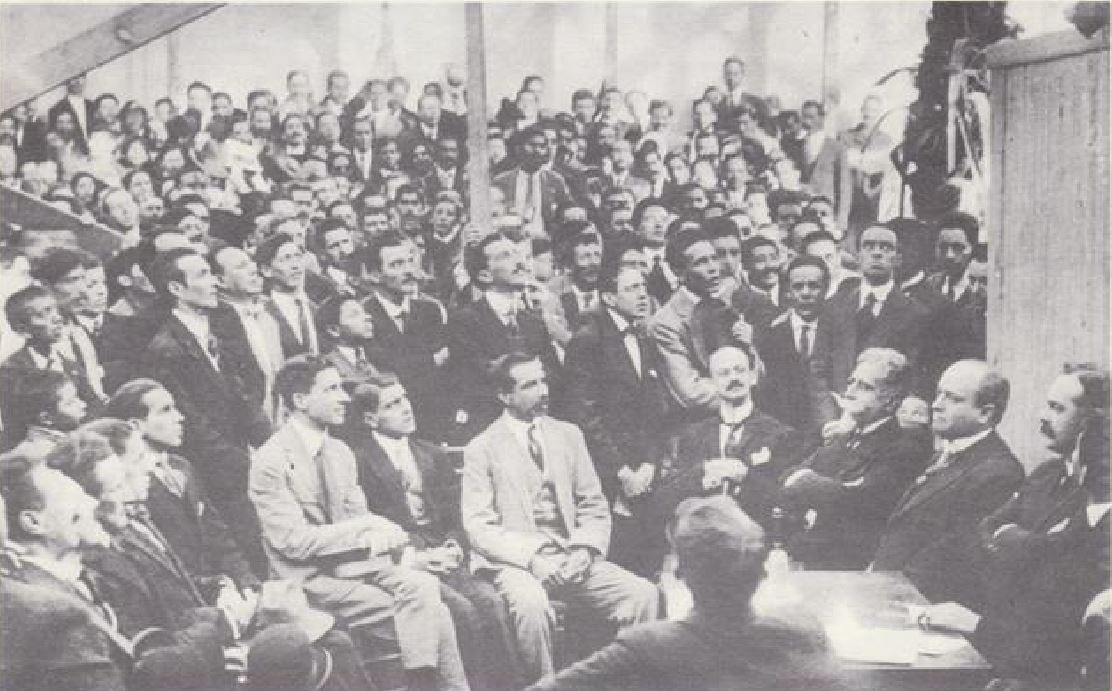
Fotografía tomada en la «Casa del Pueblo» en diciembre de 1919, al momento de firmar el Acta de los Tres Dobleces. Se observa a los líderes conservadores de Guatemala sentados al frente de la fotografía: primero de derecha a izquierda, Dr. Julio Bianchi y tercero de derecha a izquierda, ciudadano José Azmitia.

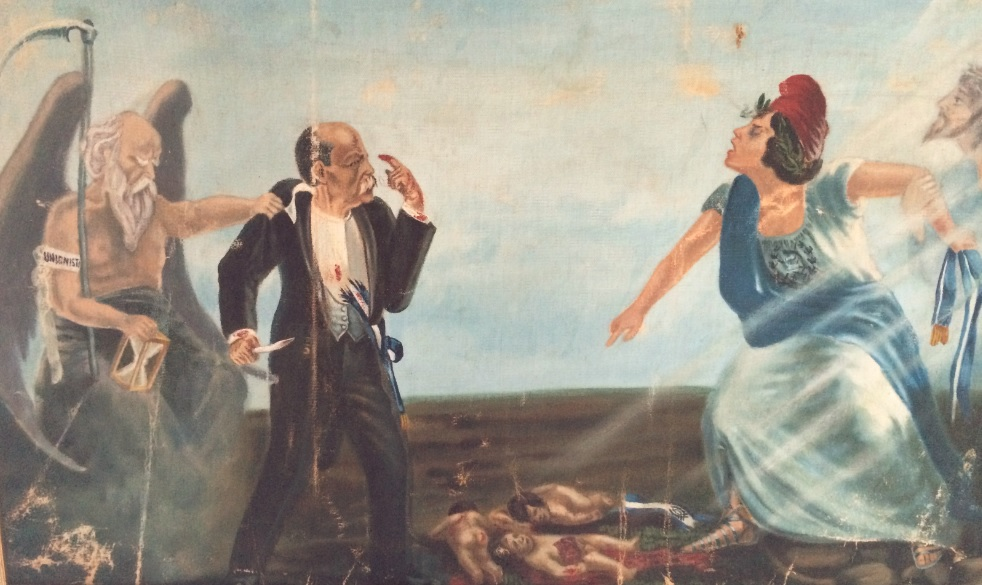
El tiempo de Cabrera ha llegado: «el Partido Unionista se lo lleva después de que el presidente ha destrozado a los hijos de Guatemala, mientras que Cristo le recuerda a Guatemala que debe perdonar».

La oposición a su régimen se inició cuando el obispo de Facelli, y miembro del conservador Clan Aycinena, José Piñol y Batres inició sus sermones en contra del gobierno en la Iglesia de San Francisco en 1919, por instrucciones de su pariente, Manuel Cobos Batres. Por primera vez la Iglesia Católica guatemalteca pronunciaba un discurso opuesto a las políticas del presidente. Por otra parte, Cobos Batres consiguió entusiasmar a los líderes conservadores José Azmitia, Tácito Molina, Eduardo Camacho, Julio Bianchi y Emilio Escamilla en la formación de un partido que se rebelara contra el férreo gobierno de Estrada Cabrera. El partido inició su actividad política con el apoyo de muchos sectores, entre los que destacaron los estudiantes de la Universidad Estrada Cabrera y los obreros de la capital, quienes bajo el liderazgo de Silverio Ortiz fundaron el Comité Patriótico de Obreros.
El nuevo partido se llamó Unionista, y su primera sede oficial, inaugurada en 1920, fue una casa propiedad de la familia Escamilla situada en la esquina sudeste de la 4.a avenida y la 12 calle de la zona 1, la cual fue pronto conocida como la «Casa del Pueblo». Tácito Molina fue el encargado de redactar el acta de fundación del partido, la cual fue suscrita por 51 ciudadanos el 25 de diciembre de 1919 y llegó a ser conocida como el Acta de los Tres Dobleces, ya que las firmas se añadieron en una hoja de papel doblada tres veces. El documento se hizo circular en la capital hasta el 1.o de enero de 1920, cuando se depositó una copia de ella debajo de la puerta de cada casa.
Estrada Cabrera se vio obligado a aceptar la oficialización del Partido Unionista, pues había presión política tanto interna como internacional. El 1 de marzo de 1920, durante la inauguración del período de sesiones de la Asamblea Nacional Legislativa, se reconoció al partido y quedó oficializada su existencia. A partir de entonces, el presidente reiteró públicamente su voluntad de atender los deseos de la comunidad internacional para dar mayor apertura política, pero se seguía arrestando a los simpatizantes unionistas. El 11 de marzo de 1920, los unionistas convocaron a una manifestación en la que participaron miles de ciudadanos y en la cual el abanderado fue el ciudadano y dirigente unionista José Azmitia. Pero esta manifestación fue reprimida por el Gobierno. El Ejército disparó contra los manifestantes, lo que causó indignación generalizada y unió al pueblo guatemalteco y a la comunidad internacional en contra de Estrada Cabrera. El presidente se dio cuenta entonces de que el pueblo ya no era dócil y manejable. Para entonces, ya se habían organizado más de ciento cincuenta clubes o filiales del partido en todo el país. El 18 de marzo, todo el personal de correos y aduanas se unió al nuevo partido, acción que inmediatamente fue imitada por el personal de telégrafos.
La Asamblea Nacional Legislativa, dirigida entonces por Adrián Vidaurre, quien había sido un alto funcionario durante la mayor parte del gobierno cabrerista, declaró mentalmente incapaz al presidente para gobernar y designó al ciudadano Carlos Herrera y Luna como presidente interino. A partir de este momento, hasta quienes le apoyaron y alabaron durante su largo gobierno le dieron la espalda. Un ejemplo de ello fue que en el nombramiento de un nuevo gabinete, poco antes de la caída, figuraba como ministro de Fomento el coronel Jorge Ubico Castañeda, quien pocos días después se presentaría ante la Asamblea Nacional para asegurar que estaba en contra de la «tiranía». La Asamblea Nacional declaró a Manuel Estrada Cabrera mentalmente incompetente para gobernar mediante el Decreto 1022 del 8 de abril de 1920.

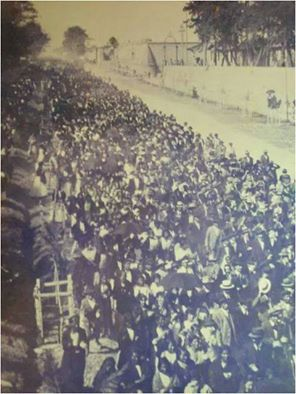
Manifestación unionista del 11 de marzo de 1920. Tras arremeter violentamente contra esta manifestación el gobierno de Estrada Cabrera empezó a tambalearse.
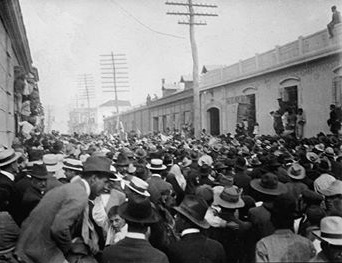
Masiva presencia del pueblo en las calles de la Ciudad de Guatemala durante la reunión de la Asamblea Nacional Legislativa el 8 de abril de 1920, en donde se declaró incapaz de gobernar al presidente Estrada Cabrera.
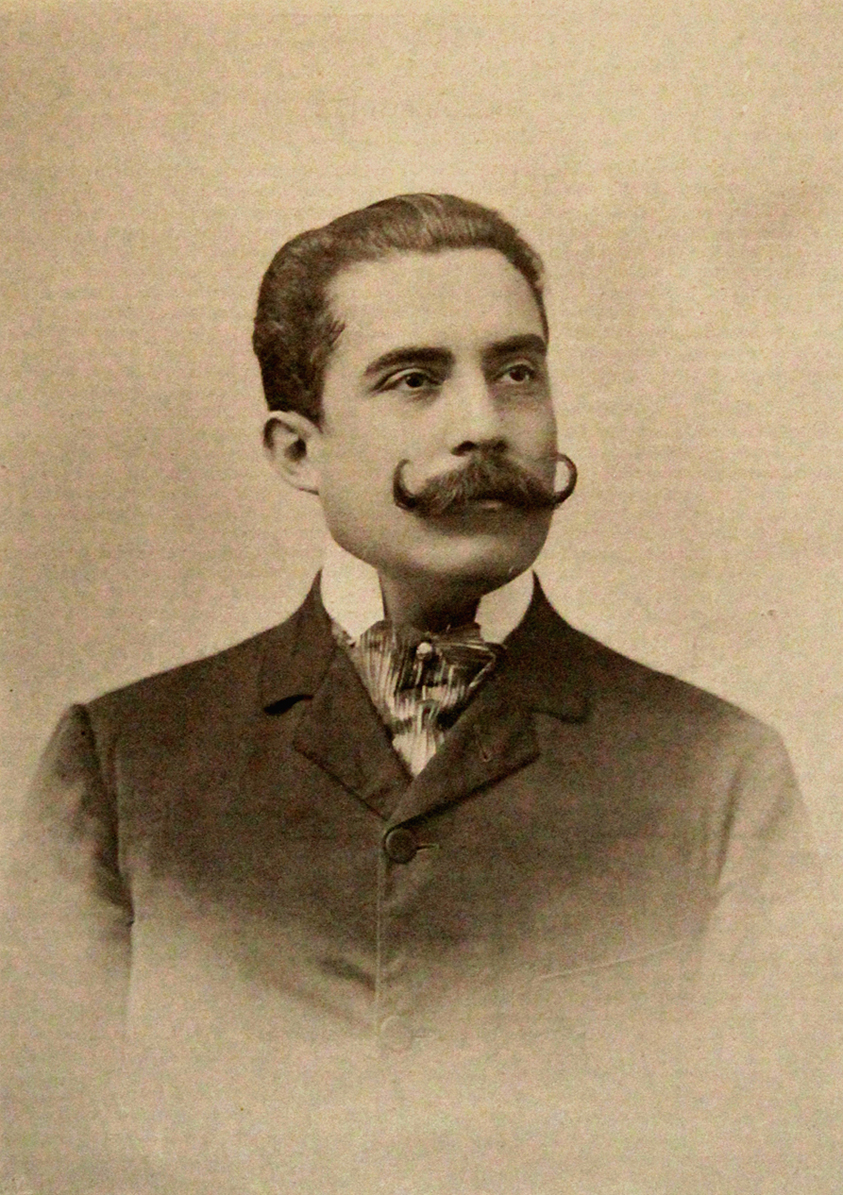
José Santos Chocano, poeta, político y diplomático peruano que fue el único aliado leal que estuvo personalmente junto a Estrada Cabrera hasta el final de su régimen.
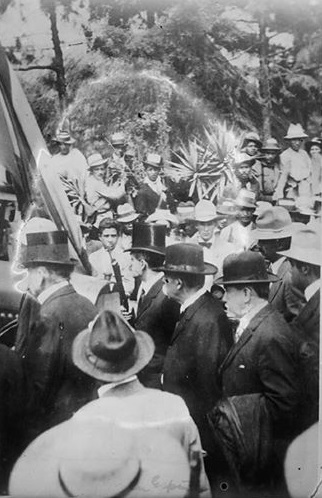
El presidente se retira luego de rendirse de La Palma, acompañado de los miembros del cuerpo diplomático acreditado en Guatemala y del poeta peruano José Santos Chocano.

Finalmente llegó la lucha armada. El presidente resistió desde su residencia oficial de La Palma hasta que fue derrotado tras cruentos combates durante la llamada «Semana Trágica». Desde allí Estrada Cabrera cañoneó, con ayuda de los cuarteles Matamoros y San José, a las fuerzas unionistas en un último intento de conservar el poder, que ostentaba dese 1898 y había mantenido a través de amañadas elecciones en 1905, 1911 y 1917.  Estrada Cabrera también bombardeó la capital desde La Palma en un intento de atacar el supuesto cuartel general de los unionistas en la finca El Zapote. Finalmente se rindió el 14 de abril de 1920 junto con el único colaborador que estuvo con él hasta el final, el poeta peruano José Santos Chocano.

#### Papel de José Santos Chocano y otros colaboradores
Tras salir de México por no estar de acuerdo con ninguna de las facciones en conflicto durante la Revolución Mexicana, el poeta José Santos Chocano regresó a Guatemala, en donde Estrada Cabrera le dio un puesto de ministro en su gabinete. A pesar de ser peruano, estuvo junto al Presidente en la residencia presidencial de La Palma hasta el último momento, tratando de hacer entrar en razón a Estrada Cabrera ante el acoso de las fuerzas unionistas, diciéndole: «Aquí sólo hay dos caminos que tomar: o nos fugamos o rompemos con toda nuestra fuerza contra los unionistas, arrasando la ciudad hasta aniquilarlos; pero el camino en que vamos conduce a la ruina». Luego que Cabrera fuese depuesto en abril de 1920, Chocano fue apresado y condenado a muerte, pero se salvó por intercesión del Papa, el rey Alfonso XIII de España, los presidentes de Argentina y Perú, así como varios escritores de América y Europa.
El resto de colaboradores y agentes del presidente fue encarcelado o huyó del país.  De los que encarcelaron, doce fueron linchados en la Plaza de Armas por el pueblo enardecido; otros correrían con mejor suerte, como el caso de Roderico Anzueto Valencia, quien luego de estar en prisión pasó a las filas del ejército y llegó a ser director de la policía en el gobierno del general Jorge Ubico.

## Servilismo
Durante el gobierno del licenciado Estrada Cabrera se dieron casos extremos de servilismo. Por ejemplo:
- En el departamento de Suchitepéquez, luego de la erupción del Volcán Santa María el 24 de octubre de 1902 se formó el municipio «Estrada Cabrera» el cual se pasó a llamarse San Miguel Panán después del derrocamiento del presidente en 1920.[120]
- En 1902, el volcán Santa María hizo erupción, por lo que los vecinos de San Martín Chile Verde —San Martín Sacatepéquez— tuvieron que establecerse en Taltute, al que propusieron llamar «Santa Joaquina»; la solicitud se hizo efectiva en 1910.[121]
- En 1904 se decretó el municipio Estrada Cabrera en Chiquimula, en donde posteriormente se estableció la aldea Carí, en La Unión, Zacapa.[121]
- La procesión del Santo Entierro del Templo de Santo Domingo desvió su recorrido para pasar frente a la casa de habitación del gobernante.[122] Esto fue prohibido después de que se utilizara dicha procesión como medio para intentar asesinar al presidente en 1908.
- En el antiguo cantón Guarda Viejo, en la Ciudad de Guatemala, había un área que se llamaba Los Guajecitos —o Los Guajitos—, que en 1908 fue llamada «Villa Joaquina», en honor a doña Joaquina, la madre del presidente. El centro de ese lugar fue rebautizado en 1917 y se llamó Ciudad «Estrada Cabrera».[121]
- A finales de 1908 el municipio de Nuevo Progreso, San Marcos, también fue nombrado San Joaquín ―una masculinización del nombre de su madre―. Algo similar sucedió en Petapa, donde antes hubo un sector conocido como «Pueblo Viejo», el cual pasó a llamarse San Joaquín Villa Canales.[121]
- A finales de noviembre de 1908, la aldea Casas Viejas en Chiquimulilla, Santa Rosa, iba a ser renombrada «Villa Joaquina», pero sus habitantes se negaron rotundamente y lograron frenar el cometido.[121]
- En 1917, el compositor guatemalteco Julián Paniagua Martínez escribió el Himno a Estrada Cabrera, con letra de Roger Barrios.
- Tras morir la madre de Estrada Cabrera el 3 de julio de 1908, la prensa y la sociedad guatemaltecas seguían celebrando su natalicio cada 21 de agosto, como si todavía estuviese viva. Incluso el poeta nicaragüense Rubén Darío escribió el poema Mater Admirabilis en honor a doña Joaquina el 21 de agosto de 1915.[123]
- El 21 de noviembre de 1917, la Asamblea Legislativa mandó colocar en la casa natal del presidente en Quetzaltenango una placa de mármol que contenía la fecha de nacimiento y los decretos mediante los cuales se restablecía la enseñanza pública e instituía las fiestas de la niñez.[124]
- Tras los terremotos de 1917-1918, el principal campamento de refugiados se llamó Campamento «Estrada Cabrera».[125]
- Todas las asociaciones de clubes de amigos del presidente se disputaban cada uno de los días del mes de noviembre, al aproximarse el cumpleaños de Estrada Cabrera, para ofrecerle serenatas, procesiones, paseos de antorchas y otras manifestaciones de pleitesía.[119]
- Se creó la Universidad de Guatemala, que pasó a llamarse Universidad «Estrada Cabrera» por decreto legislativo del 2 de mayo de 1918,[126] la cual le otorgó el primer doctorado honoris causa al presidente.[127]
- El carácter dictatorial del gobierno de Estrada Cabrera no impedía que, para las campañas de reelección, recibiera cartas de apoyo firmadas por personalidades del país como los escritores Enrique Gómez Carrillo, Flavio Herrera o Carlos Wyld Ospina, o que Rafael Arévalo Martínez —quien escribió la biografía de Estrada Cabrera en su libo ¡Ecce Pericles![128]— lo llamara «un gran hombre patrio» durante un discurso en las Minervalias de noviembre de 1917.[2]
- El departamento de El Progreso fue creado en 1908, y en la Navidad de 1919 la cabecera fue rebautizada como «Estrada Cabrera». En el acuerdo de la Asamblea Legislativa, se establecía que  «dicha solicitud [de cambio de nombre] había sido inspirada por el sentimiento de gratitud y afecto que, con justicia, abrigaban los habitantes de aquella ciudad hacia su ilustre fundador y protector, el Benemérito de la Patria, Doctor don Manuel Estrada Cabrera, digno Jefe Supremo de la República".[121]

Hasta que Estrada Cabrera estuvo preso luego de su derrocamiento, el presidente Carlos Herrera y Luna emitió un acuerdo gubernativo, con fecha del 3 de mayo de 1920, que ordenó suprimir los nombres del dictador y de sus familiares de cualquier lugar que los tuvieran.

## Legado

### Fiestas Minervalias
Durante su Gobierno, el licenciado Estrada Cabrera estableció las Fiestas Minervalias que se conducían en honor a la «Juventud Estudiosa» del país, pero que en realidad eran la principal asamblea para glorificar al presidente. Como parte de estas celebraciones, el Gobierno erigió templos a la diosa griega Minerva en todas las cabeceras departamentales del país. Los templos más impresionantes fueron el de Quetzaltenango (tierra natal del presidente) y el de la Capital de Guatemala, el cual fue construido en 1901 y se encontraba donde actualmente se encuentra el Diamante de Béisbol «Enrique Torrebiarte» y a la par del Mapa en Relieve en la zona 2 de la Ciudad de Guatemala.
Algunos de los otros templos de las cabeceras departamentales se encuentran en pie en el siglo xxi, siendo el principal el de la ciudad de Quetzaltenango.
Las fiestas minervalias contaban con contribuciones de los mejores poetas y escritores nacionales y extranjeros. En 1902 Jose Santos Chocano escribió un poema llamado «Pro-Minerva» y Rubén Darío otro llamado «Pallas Athenea», ambos dedicados a Estrada Cabrera. Por su parte, el escritor guatemalteco Enrique Gómez Carrillo escribió un artículo celebrando como, mientras otros países celebran fiestas en honor a Marte, en Guatemala se hacían en honor a Minerva y la educación.

### El Mapa en Relieve

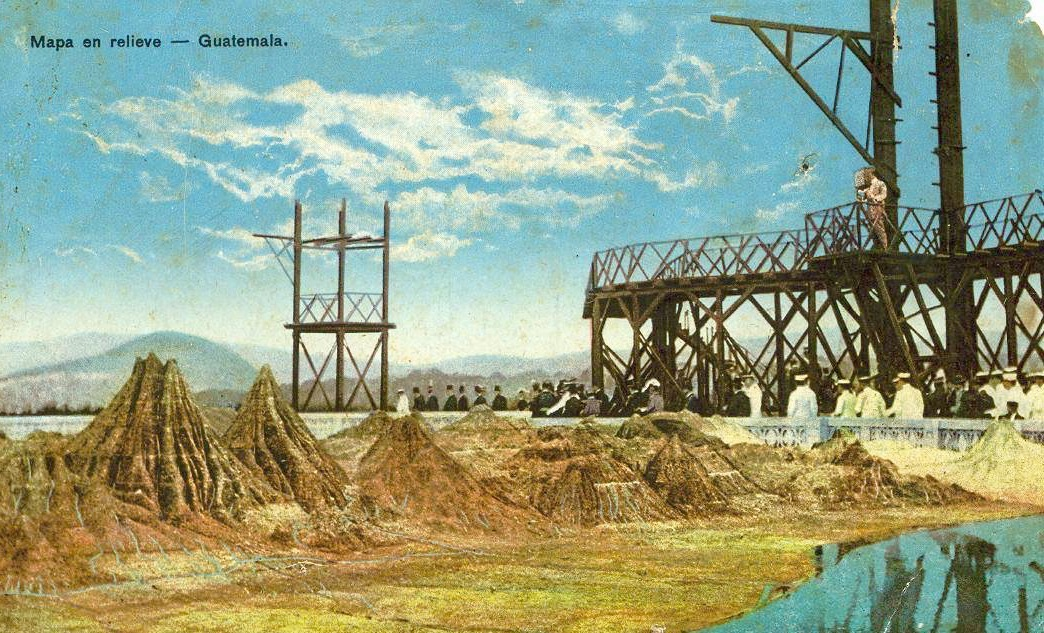
Vista parcial del Mapa en Relieve de Guatemala, 1905.

El Mapa en Relieve de Guatemala fue construido bajo la dirección del insigne teniente coronel e ingeniero Francisco Vela en 1904 a petición expresa del presidente Estrada Cabrera. El Mapa está localizado en el Hipódromo del Norte en la zona 2 de la Ciudad de Guatemala. Originalmente se encontraba junto al Templo de Minerva,; el mapa y el Templo de Minerva eran las atracciones principales durante las Fiestas Minervalias que se celebraban en el Hipódromo del Norte.  El presidente colocó la última piedra del Mapa en Relieve, que está en la localidad de Chemal en Los Cuchumatanes; dicha piedra fue llevada a la Ciudad de Guatemala la región misma de Chemal y fue colocada en una ceremonia solemne en 1905.

### Concesiones a la United Fruit Company

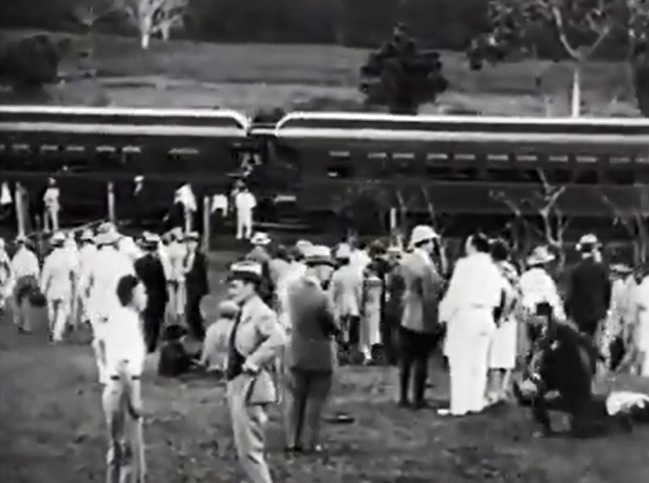
Estación de la IRCA en las instalaciones de la UFCO en 1922.

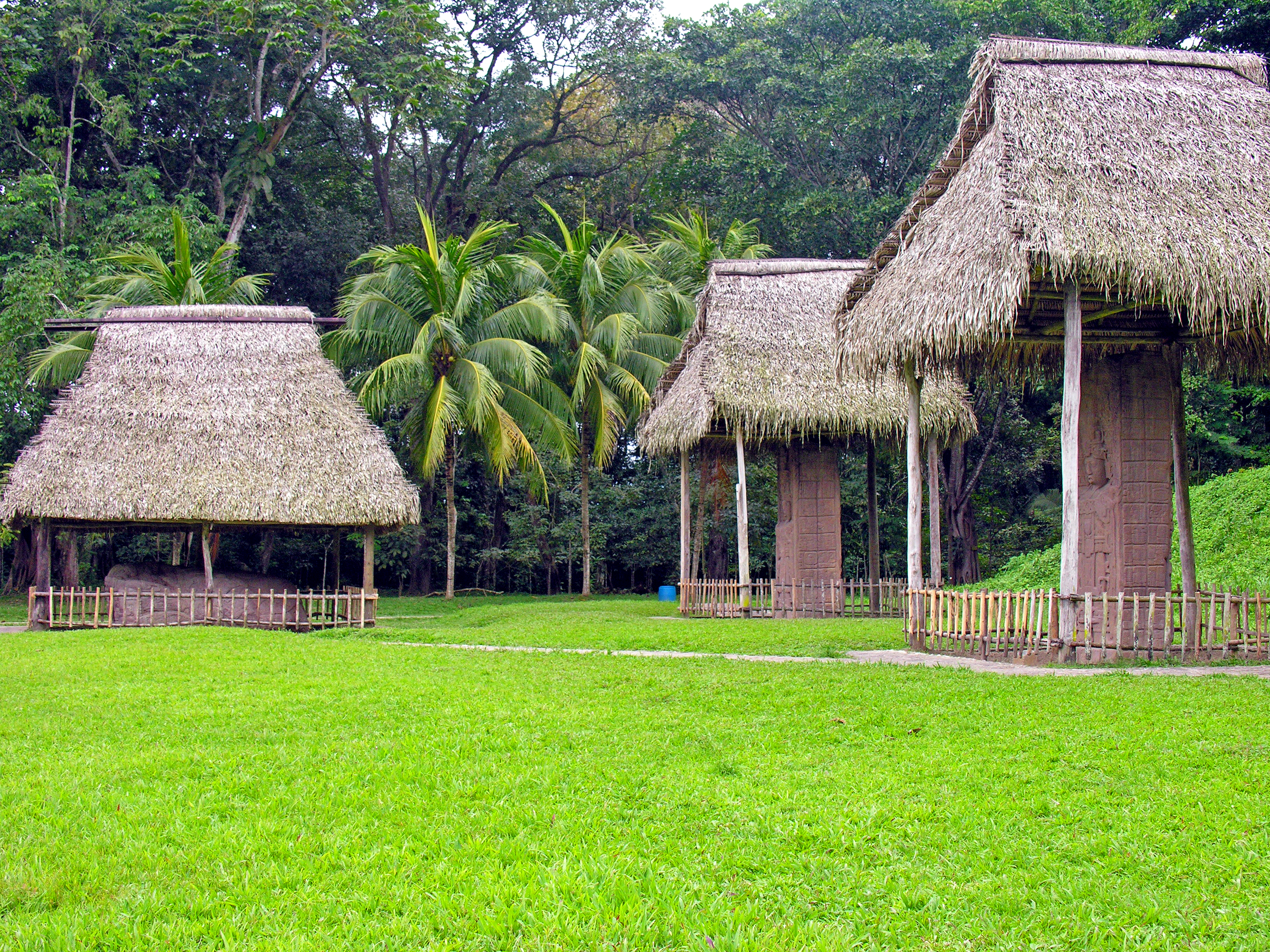
Vista parcial del sitio arqueológico luego del trabajo hecho por arqueólogos invitados por la United Fruit Company.

El Ferrocarril del Norte de Guatemala fue emprendido originalmente por el gobierno del general Justo Rufino Barrios quien lo dejó inconcluso al morir en 1885; su sobrino, el presidente José María Reina Barrios retomó el proyecto y logró llegar desde Puerto Barrios hasta El Rancho, a noventa millas de la Ciudad de Guatemala siguiendo un trazo paralelo al cauce del río Motagua. Cuando la construcción parecía que iba a concluirse felizmente, Reina Barrios organizó la Exposición Centroamericana para 1897, principalmente para mostrar a potenciales inversionistas extranjeros la infraestructura ferroviaria de Guatemala, que -de haberse concluido- habría competido con un canal interoceánico que todavía no se había construido. Desafortunadamente, los precios internacionales del café —único producto de exportación de Guatemala— y de la plata cayeron estrepitosamente, llevando a la ruina a Guatemala, y dejando inconcluso el ferrocarril.
Tras el asesinato de Reina Barrios, su sucesor Estrada Cabrera otorgó la concesión de la construcción del ferrocarril a una empresa norteamericana, la cual lo concluyó en 1908. Para entonces, el ferrocarril ya no era estratégico, pues el Canal de Panamá ya estaba casi concluido y el gobierno guatemalteco otorgó su operación en concesión a la United Fruit Company y su subsidiaria International Railways of Central America.
Gracias a las concesiones otorgadas, para 1901 la United Fruit Company (UFCO) comenzó a volverse la fuerza principal en Guatemala, tanto política como económica y llegó a controlar más del 40 % de la tierra cultivable del país y de otros países centroamericanos.  Su influencia en el gobierno fue tal, que prácticamente sostuvo en el poder a los gobiernos de Guatemala desde Estrada Cabrera hasta Jorge Ubico, y luego derrocó al gobierno revolucionario de Jacobo Arbenz cuando quiso retirarle los privilegios que hasta entonces había disfrutado en Guatemala.  Posteriormente, colocó en el poder a Carlos Castillo Armas aunque con las medidas que había tomado el gobierno de Arbenz empezó a perder sus monopolios. La frutera tenía dos grandes subsidiarias: la Gran Flota Blanca (Great White Fleet) que tenía el monopolio de transporte de carga y de pasajeros desde Puerto Barrios, y la International Railways of Central America (IRCA) que tenía el monopolio del ferrocarril.
El modus operandi de la UFCO fue expuesto en la una conversación que aparece en la obra de teatro El tren amarillo por el autor guatemalteco -y exministro de educación y embajador de los gobiernos revolucionarios de Juan José Arévalo y Jacobo Arbenz Guzmán- Manuel Galich
| Las finanzas son una suerte de magia extraordinaria. Un montón de papeles viejos se transforman en millones de dólares. He aquí como: Este montón de papeles son los bonos de una vieja deuda del Gobierno, la cual no ha pagado ni el principal, ni los intereses. Naturalmente no valen nada y por nada los hemos comprado nosotros, los tenedores. Proponemos una ventajosa operación al Gobierno, que éste acepta razonablemente: consolidar de la deuda. Gran beneficio para el deudor y bonos nuevos para nosotros. Como financiadores de la consolidación cobramos los gastos de ésta. Y como tenedores de los nuevos bonos cobramos dos años anticipados de intereses. ¿Cómo? Con los propios bonos de la nueva emisión. Honorable, lícito y ventajoso para el gobierno. Intereses posteriores se garantizarán, por ejemplo pignorándose los ingresos de las Aduanas. Ahora bien, a cambio del inapreciable servicio de la consolidación, el Gobierno autoriza la constitución de una Compañía, que concluya el ferrocarril. Las acciones e esa Compañía se distribuyen en tres partes. Una, para los contratistas del ferrocarril, que somos nosotros, por su trabajo. Otra para los tenedores de la antigua deuda, por los intereses que se les adeudaban, que también somos nosotros. Y otra parte para el Gobierno por haber construido casi todo el ferrocarril. A cada uno lo suyo. ¡Somos acreedores de la deuda y dueños del sesentiséis por ciento de las acciones del ferrocarril! ¡Se nos ha traspasado el ferrocarril, sin reclamo, ni gravamen alguno! Eso comprende el muelle, las propiedades, el material rodante, los edificios, las líneas telegráficas, los terrenos, las estaciones, los tanques y los hombres. Miles de hombres para hace rodar el ferrocarril. Exenciones de impuestos de importación de cuanto necesitamos para el ferrocarril. A los noventinueve años lo devolveremos. Pero no gratis. Ya habrá transportado millones de toneladas de banano, lo que se traduce en miles de millones de dólares para la Compañía. He aquí lo que importa un montón de papeles viejos de una vieja deuda externa. Y además, una página en la historia para el Gobierno que consolidó la deuda pública y construyó el ferrocarril para felicidad de la Nación.» —Manuel Galich El tren amarillo, drama del Caribe en tres actos Buenos Aires, 8 de agosto de 1954 |

En 1910, la United Fruit Company recibió el sitio arqueológico de Quiriguá y toda la tierra en los alrededores para la producción de plátano por intermedio de una generosa concesión otorgada por el gobierno de Estrada Cabrera. La frutera reservó treinta hectáreas alrededor del centro ceremonial y las clasificó como parque arqueológico, con lo cual dejó una isla de selva entre las plantaciones. El trabajo arqueológico fue realizado de 1910 a 1914 por Edgar Lee Hewitt y Sylvanus Morley, de la Escuela de Arqueología Americana en Santa Fe. Réplicas de yeso de las estelas de Quiriguá hechas con los moldes de Hewitt fueron exhibidas en la Exposición Panamá-California de 1915, en San Diego, California. Finalmente, el Instituto Carnegie llevó a cabo varios proyectos en Quiriguá desde 1915.
Tras la quiebra de la United Fruit Company y su reorganización en Chiquita Brands International en 1972, la Flota Blanca pasó a formar parte de esta última y continúa transportando fruta y otros bienes desde los países latinoamericanos con el nombre de Great White Fleet Liner Service, pero ya no tiene el monopolio del que una vez disfrutó. Por su parte, la IRCA desapareció y sus antiguos activos pasaron a Ferrocarriles de Guatemala, (FEGUA) empresa que desapareció a principios del siglo xxi.